# Dorpskerk (Katwijk)

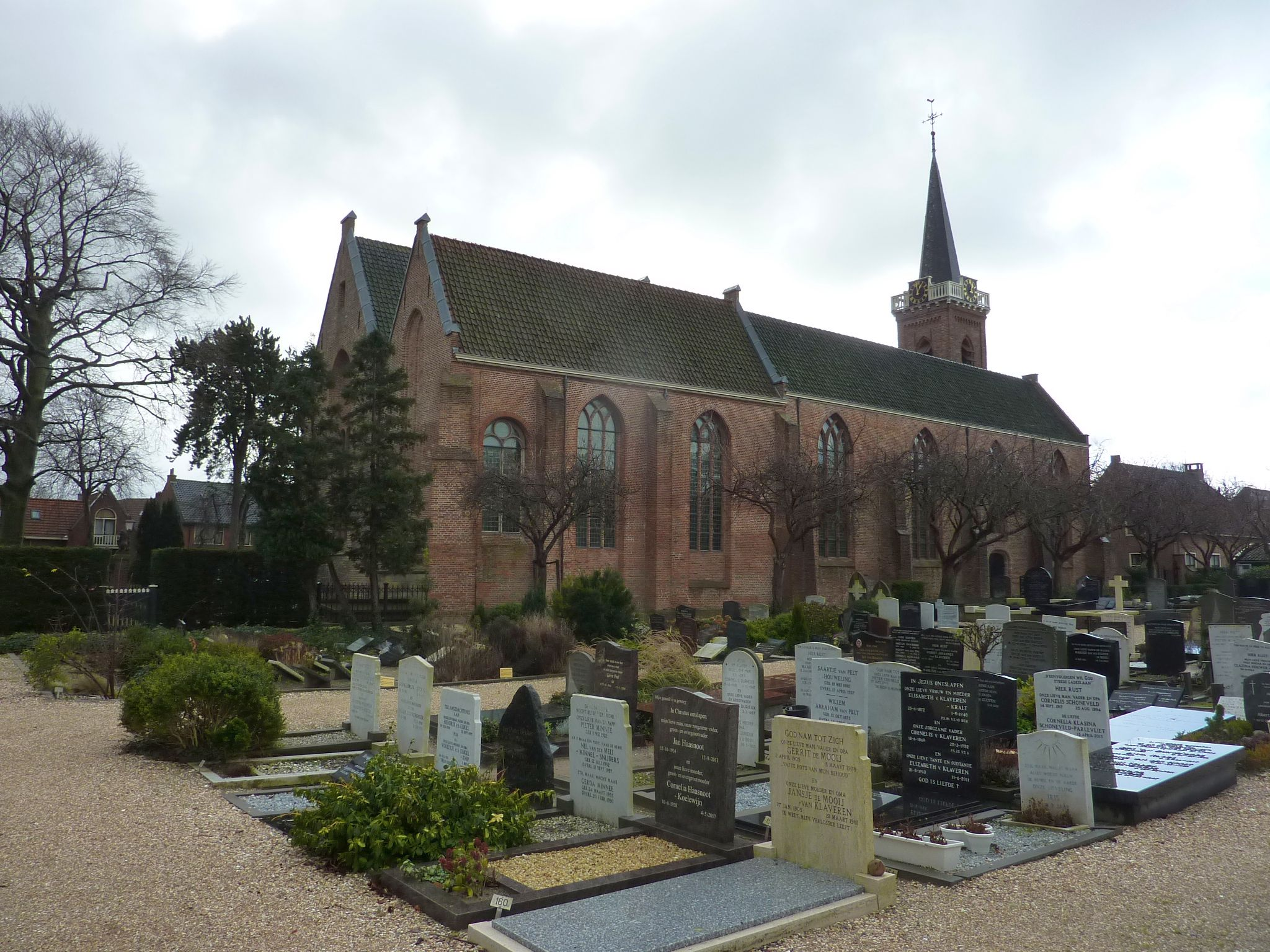
Begraafplaats achter de Dorpskerk

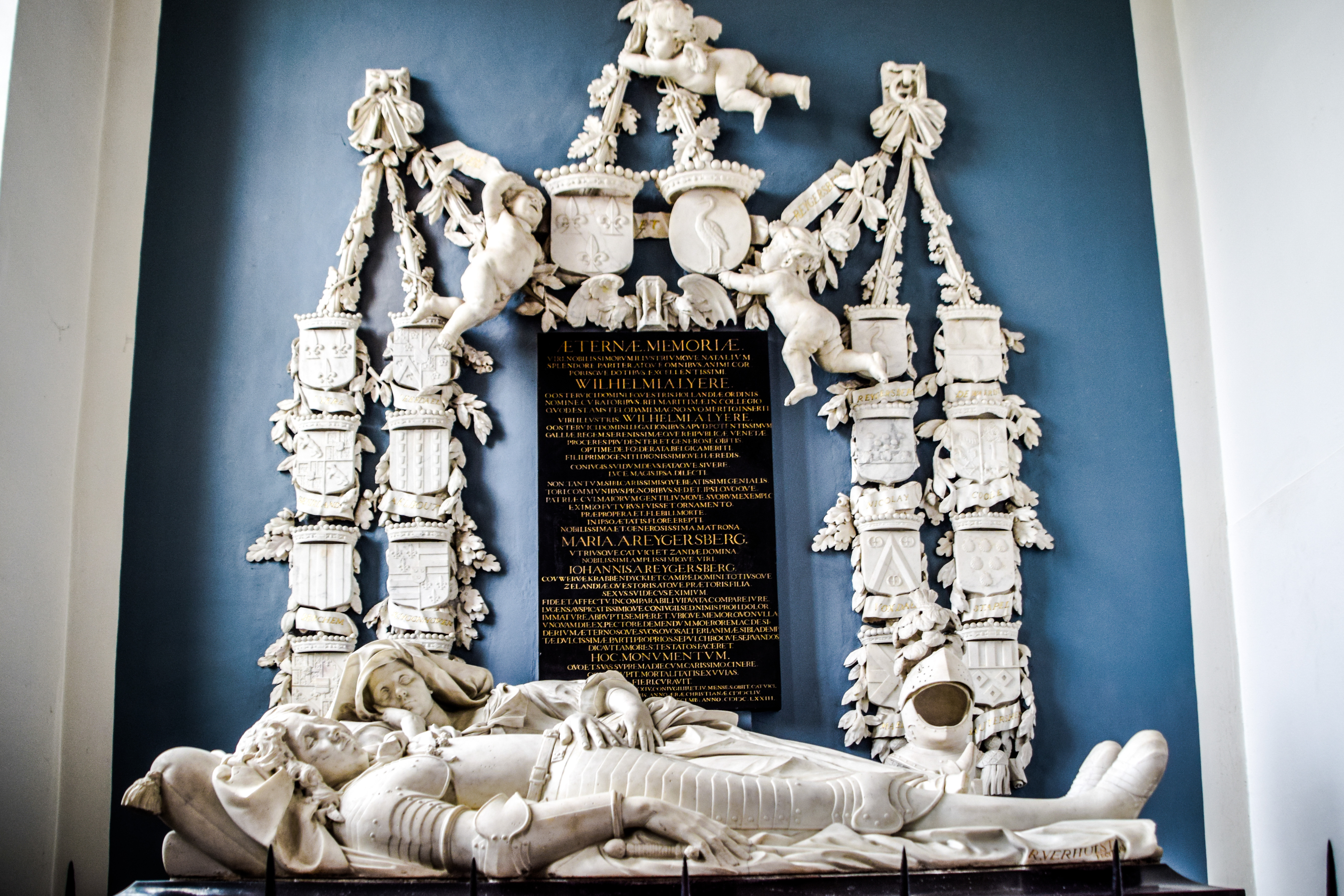
Het praalgraf van Willem van Lyere en Maria van Reygersbergh door Rombout Verhulst.

De Dorpskerk in Katwijk aan den Rijn, in de Nederlandse provincie Zuid-Holland, werd gesticht in de 13e eeuw. Het is een van de oudste kerken in de omgeving van Katwijk.
In de 13e eeuw werd er een kapel gebouwd, die toebehoorde aan een leprozerie, een verpleegtehuis voor melaatsen. Het was de eerste kerk in Katwijk. Het was oorspronkelijk een katholieke kerk, maar is thans een protestantse kerk.
De bouwstijl is in de loop der eeuwen flink veranderd en uitgebreid. Het hoofdkoor, toren en middenbeuk zijn de oudste delen van de kerk. De consistorie is er later tegenaan gebouwd. De huidige hoofdingang behoort tot het jongste gedeelte. In de periode 1974-1977 is de dorpskerk volledig gerestaureerd. De toren is eigendom van de gemeente Katwijk.
De kerk is gebouwd op een oude strandwal. Deze ondergrond is waarschijnlijk de reden dat de kerk niet in het midden van het vroegere dorp is gebouwd.

## Doopkapel
De doopkapel, daterend uit de eerste helft van de 16e eeuw, was oorspronkelijk eigendom van de burgerlijke gemeente, maar werd bij de laatste restauratie voor een symbolisch bedrag overgedragen aan de kerkvoogdij. In deze kapel hangt een koperen kaarsenkroon in laatgotische stijl met twee rijen van elk zes armen. De bekroning wordt gevormd door een kleine Mariabeeldje in stralenkrans. De doopkapel is als zodanig niet meer in gebruik. De doop vindt nu voor de preekstoel plaats, in het midden van de gemeente.

## Praalgraf Willem van Lyere en Maria van Reygersberg
Tien jaar voor haar dood gaf Maria van Reygersbergh, echtgenote van Willem van Lyere (Liere/Lijere), aan Rombout Verhulst opdracht een grafmonument voor hen beiden te maken. Maria van Reygersbergh had de wens uitgesproken uitgebeeld te worden in het monument. Het grafmonument en de kapel waarin het staat, zijn eigendom van de Staat (Rijksgebouwendienst) geweest. Per 1 januari 2016 worden zij beheerd door de Nationale Monumentenorganisatie.

## Het orgel
Het orgel is in 1765 gebouwd door de Leidse orgelbouwer Pieter Assendelft in de zogenaamde Rococo-stijl. De Baron van Wassenaer van Catwijck, burggraaf van Leiden en Heer van Katwijk, heeft dit orgel aan de Hervormde gemeente geschonken. In de loop der eeuwen is dit instrument uitgebreid en gewijzigd. Op het orgel is een uurwerk aangebracht waarvan een wijzer voor de hele uren gekoppeld is aan het uurwerk in de toren.
Geschiedenis Orgel:

Op 28 november 1762 kreeg Pieter Assendelft uit Leiden de opdracht om voor 1800 gulden een orgel te bouwen van graaf Frederick Hendrick, baron van Wassenaer, Heer van beide Catwijken en 't Sand. De ingebruikname was op 28 juli 1765, waarmee dit het eerste kerkorgel in Katwijk was. In 1842 vonden de eerste reparaties plaats door gebr. Lohman. In 1888 zorgde J. van Gelder uit Leiden voor een uitbreiding, het bovenklavier met romantische stemmen werd toen bijgebouwd.
In de jaren 1950-1960 hebben de firma's Van Leeuwen/Pels & Van Leeuwen voor uitbreidingen, veranderingen, gezorgd. Het orgel werd verplaatst naar de triomfboog tussen het middenschip en het hoofdkoor. Na de grote kerkrestauratie in 1974-1977 is het orgel, op advies van Rijksmonumentenzorg, weer teruggebracht naar de situatie van 1765, met een bovenwerk van stemmen uit de diverse voorliggende perioden. De firma's L. Verschueren en Gebr. Vermeulen hebben deze taak uitgevoerd.
In het najaar van 2007 werd het orgel opnieuw gerestaureerd, waarbij het werd uitgebreid met onder meer een vrij pedaal en een tremulant over het gehele werk.
Tijdens deze laatste restauratie door orgelbouwer Ide Boogaard uit Rijssen werden vrijwel alle pijpen uit het orgel verwijderd, schoongemaakt, daar waar nodig hersteld en ten slotte weer teruggeplaatst.
Achter (en los van de) bestaande orgelkas werden twee kasten geplaatst, waarin het nieuwe pedaalpijpwerk (op c- en cis-lade) een plaats heeft gekregen. In de muur achter het orgel is tevens een gat gemaakt naar de windladen zodat lucht uit de kerkruimte kan worden aangezogen (en niet meer vanuit de koude toren), hetgeen een gunstige uitwerking heeft op de stabiliteit van het pijpwerk. Hierdoor blijft het orgel beter op stemming.
Op 14 december 2007 werd het uitgebreide Assendelft-orgel in de dorpskerk officieel opnieuw in gebruik genomen. Het orgel werd hierbij door de vier vaste organisten bespeeld. De Katwijkse burgemeester J. Wienen hield een toespraak.

## Dispositie Van Assendelft orgel
Dispositie Van Assendelft orgel:
| Hoofdwerk (manuaal 1) |             |
| Prestant Discant      | 16'         |
| Prestant              | 8'          |
| Roerfluit             | 8'          |
| Octaaf                | 4'          |
| Fluit                 | 4'          |
| Quint                 | 3'          |
| Superoctaaf           | 2'          |
| Tertiaan              | 13/5        |
| Sifflet               | 1'          |
| Mixtuur               | III-V Sterk |
| Cornet Discant        | IV Sterk    |
| Trompet               | 8'          |
|                       |             |

| Zwelwerk (manuaal 2) |    |
| Salicionaal          | 8' |
| Holpijp              | 8' |
| Open fluit           | 4' |
| Nachthoorn           | 2' |
|                      |    |

| Pedaal  |     |
| Subbas  | 16' |
| Bourdon | 8'  |
| Fagot   | 16' |
|         |     |

| Koppelingen                  |
| Koppel Pedaal - Hoofdwerk    |
| Koppel Bovenwerk - Hoofdwerk |

- Tremulant over het gehele werk.

## Preekstoel
De oude preekstoel of kansel is in 1948 verloren gegaan. Dankzij de Rijksdienst voor de Monumentenzorg kon een preekstoel worden overgenomen uit een inmiddels gesloten kerk in het Noord-Hollands Oosterleek. Deze preekstoel kreeg na de restauratie in 1977 een plaats in de kerk. In het rugschild van de preekstoel staat de inscriptie: 1695 Oosterleek - Katwijk aan den Rijn 1977.

## Gebrandschilderd raam
In het raam staat de predikende Johannes de Doper afgebeeld, aan wie de kerk vroeger was gewijd. In het gedeelte daarboven ziet men de Heilige Geest in het symbool van de duif. Aan de rechterkant is de Bijbel van de avondmaalstafel in tekening gebracht. Aan de linkerkant staat een deel metselwerk met troffel afgebeeld. Dit laatste herinnert aan de restauratie 1974/1977.

## Matthäus-Passion
Christelijk Oratorium Koor Hallelujah geeft jaarlijks uitvoeringen van de Matthäus-Passion van Johann Sebastian Bach in de Dorpskerk. Deze vinden meestal plaats op de donderdagavond en vrijdagavond in de week voor Goede Vrijdag.

## Fotogalerijen

### Exterieur

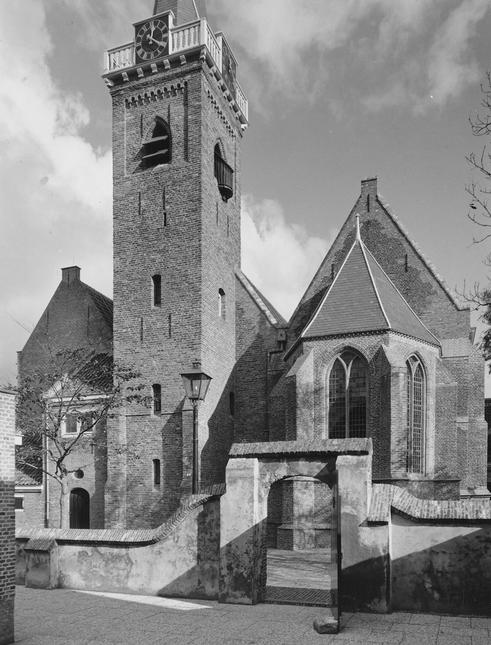
Oude foto van de torenkant
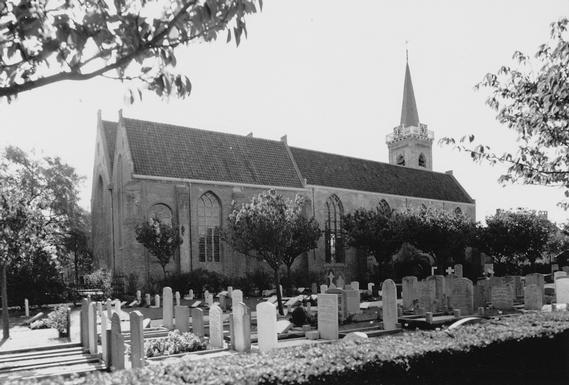
Begraafplaats achter de dorpskerk
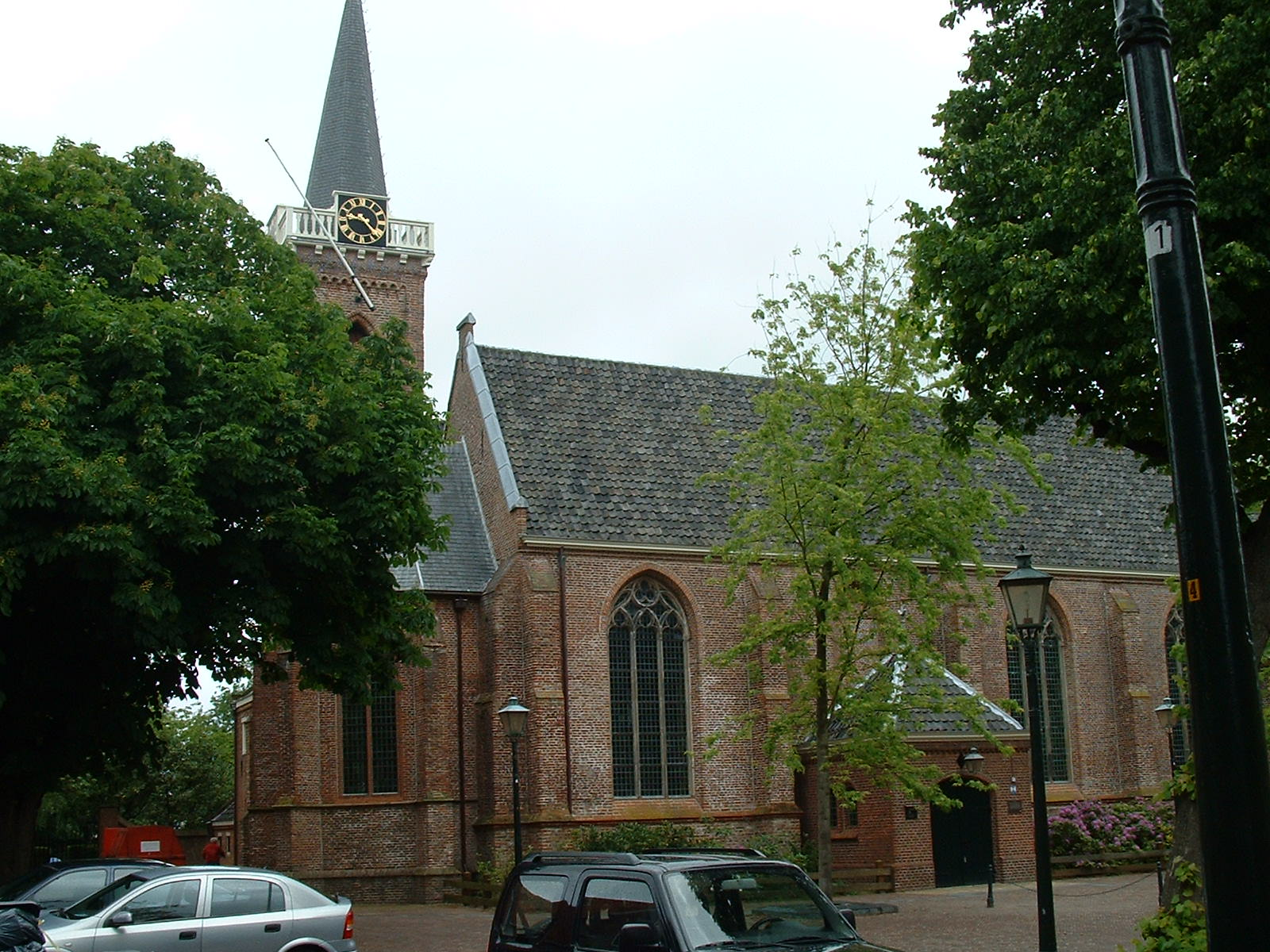
Dorpskerk
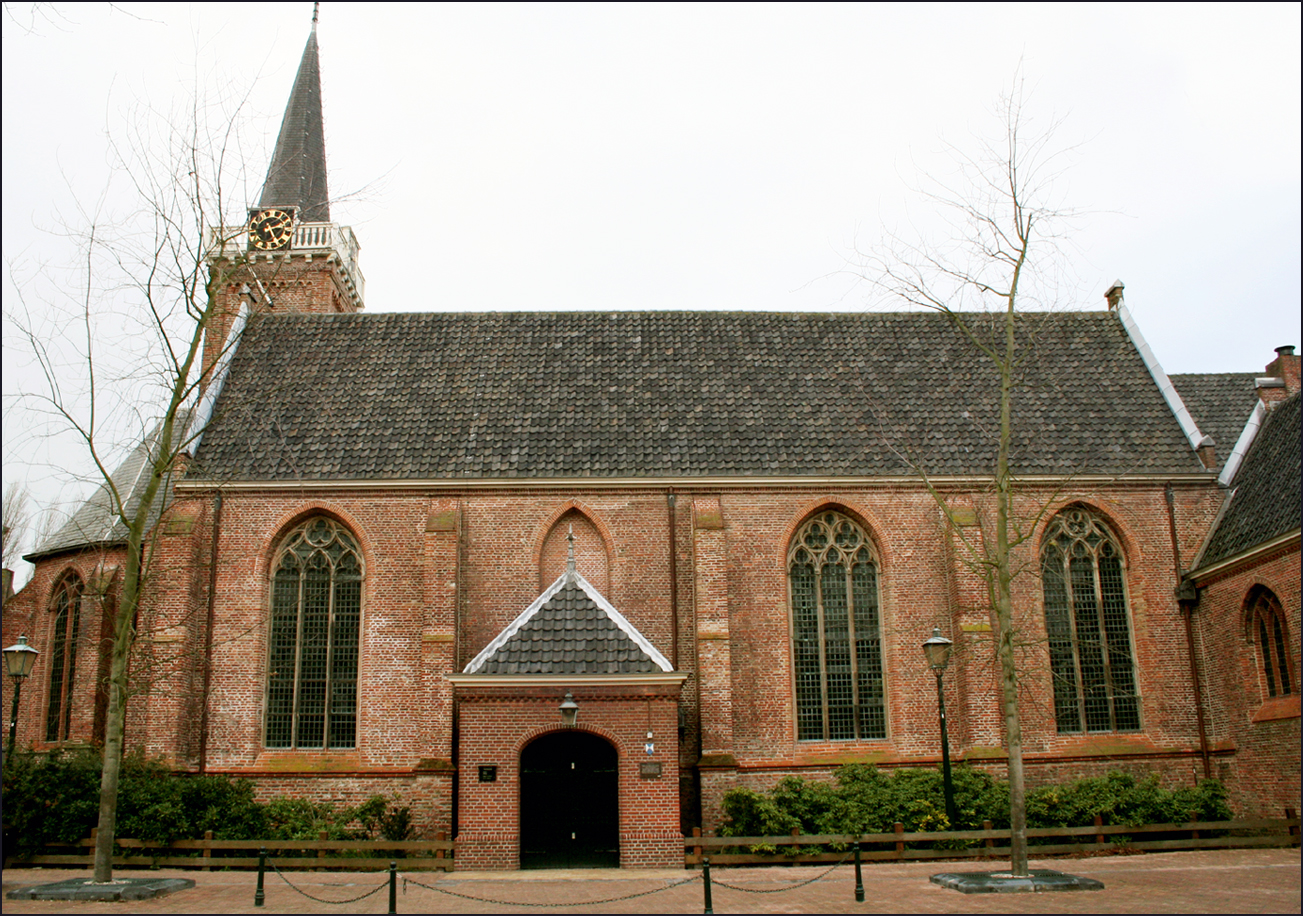
Ingang Kerklaan
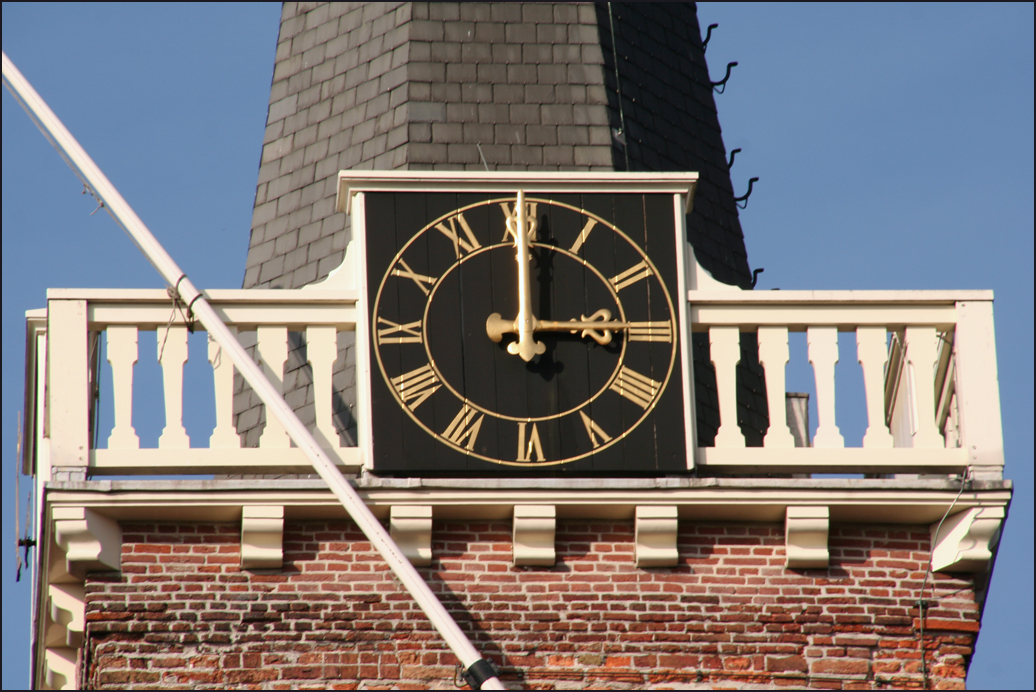
Torenuurwerk
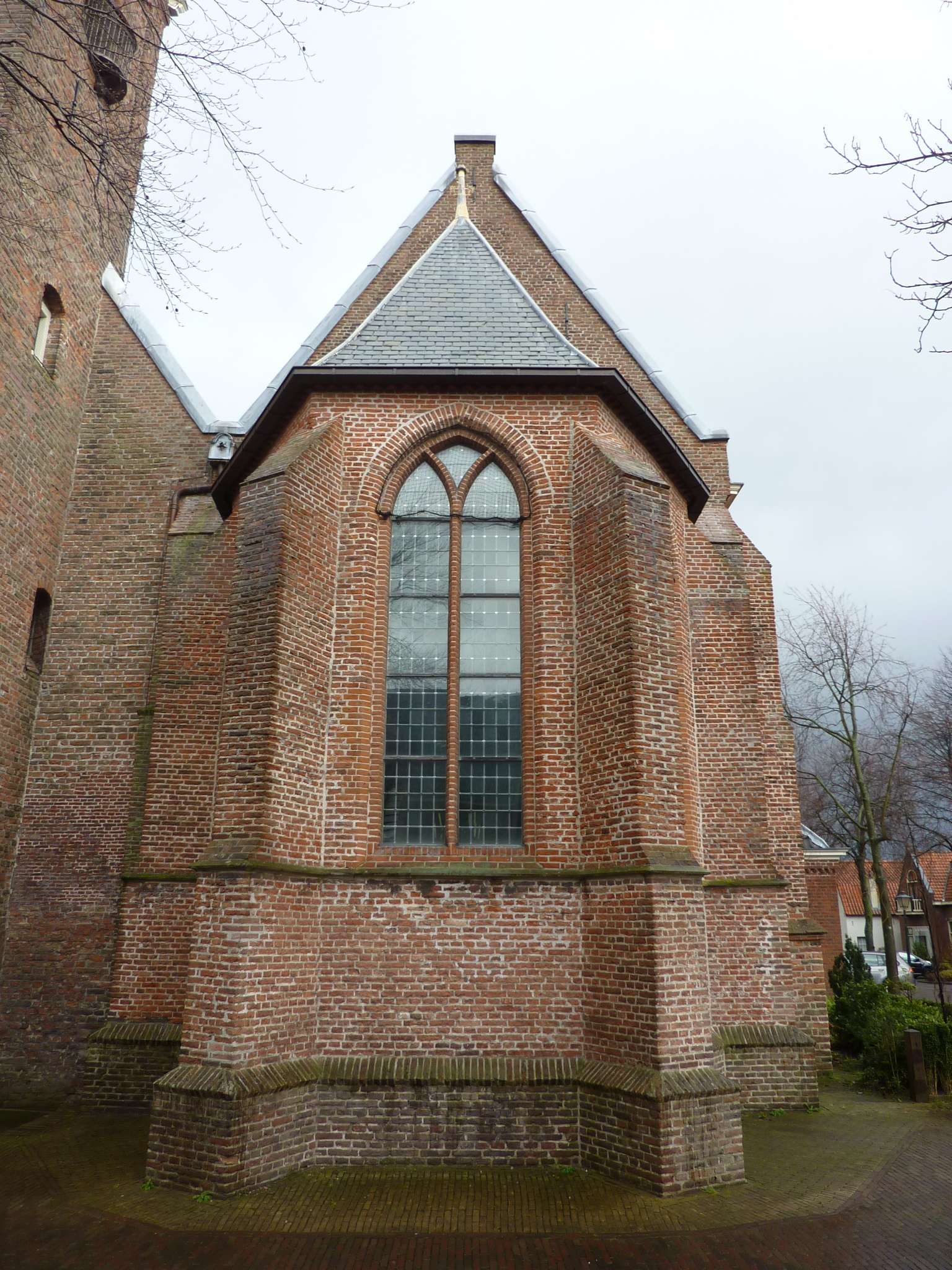
2017

### Interieur

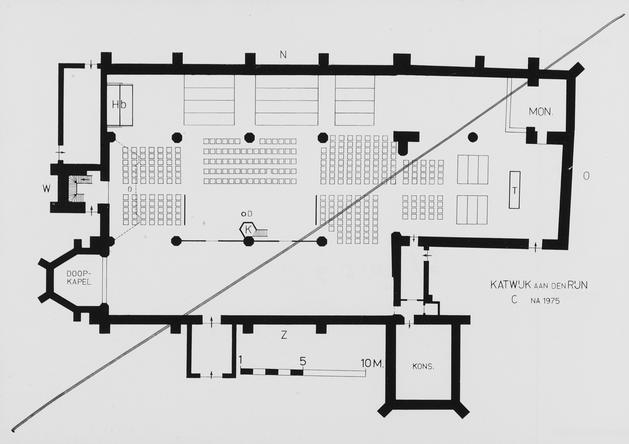
Plattegrond Dorpskerk
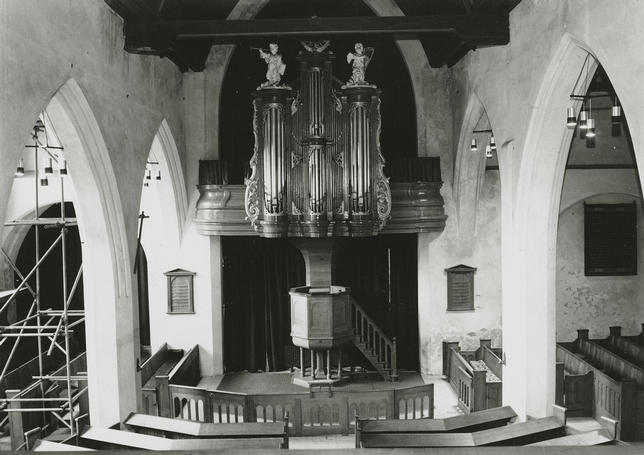
oude foto met het orgel op een andere plaats
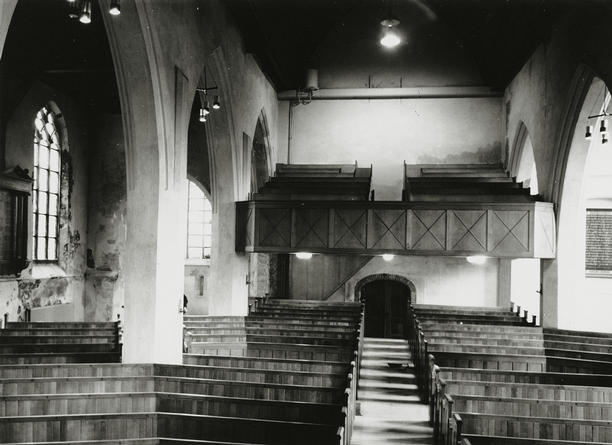
Oude foto met een balkon aan de torenkant
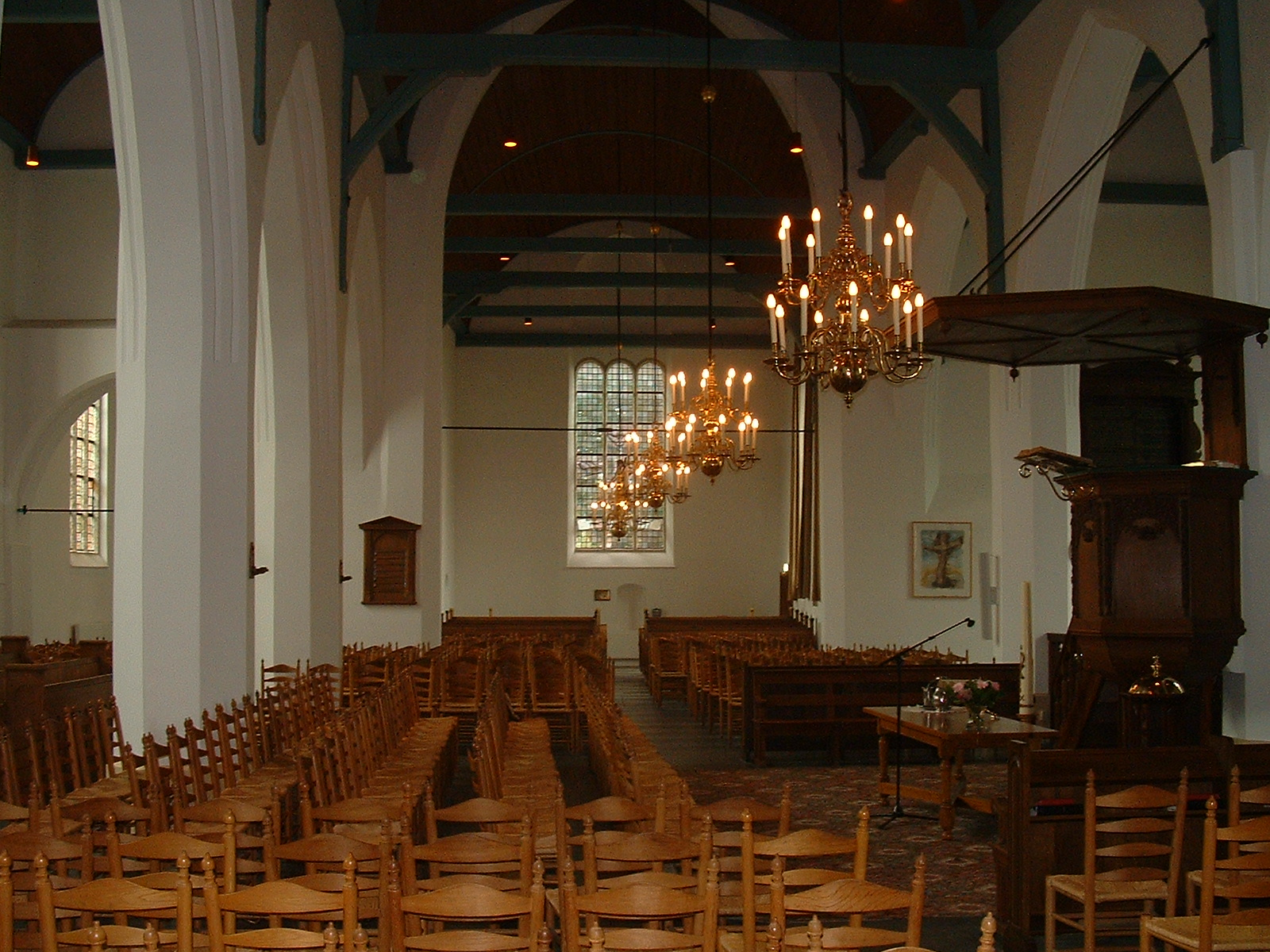
De binnenkant van de kerk
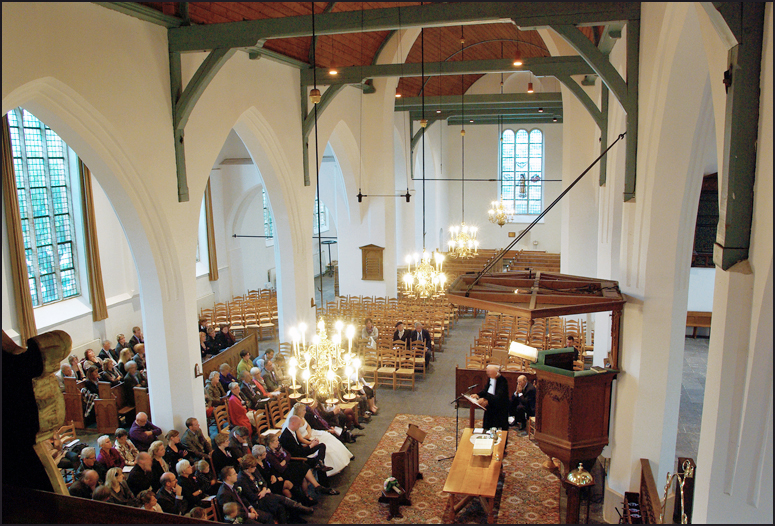
Het interieur van bovenaf
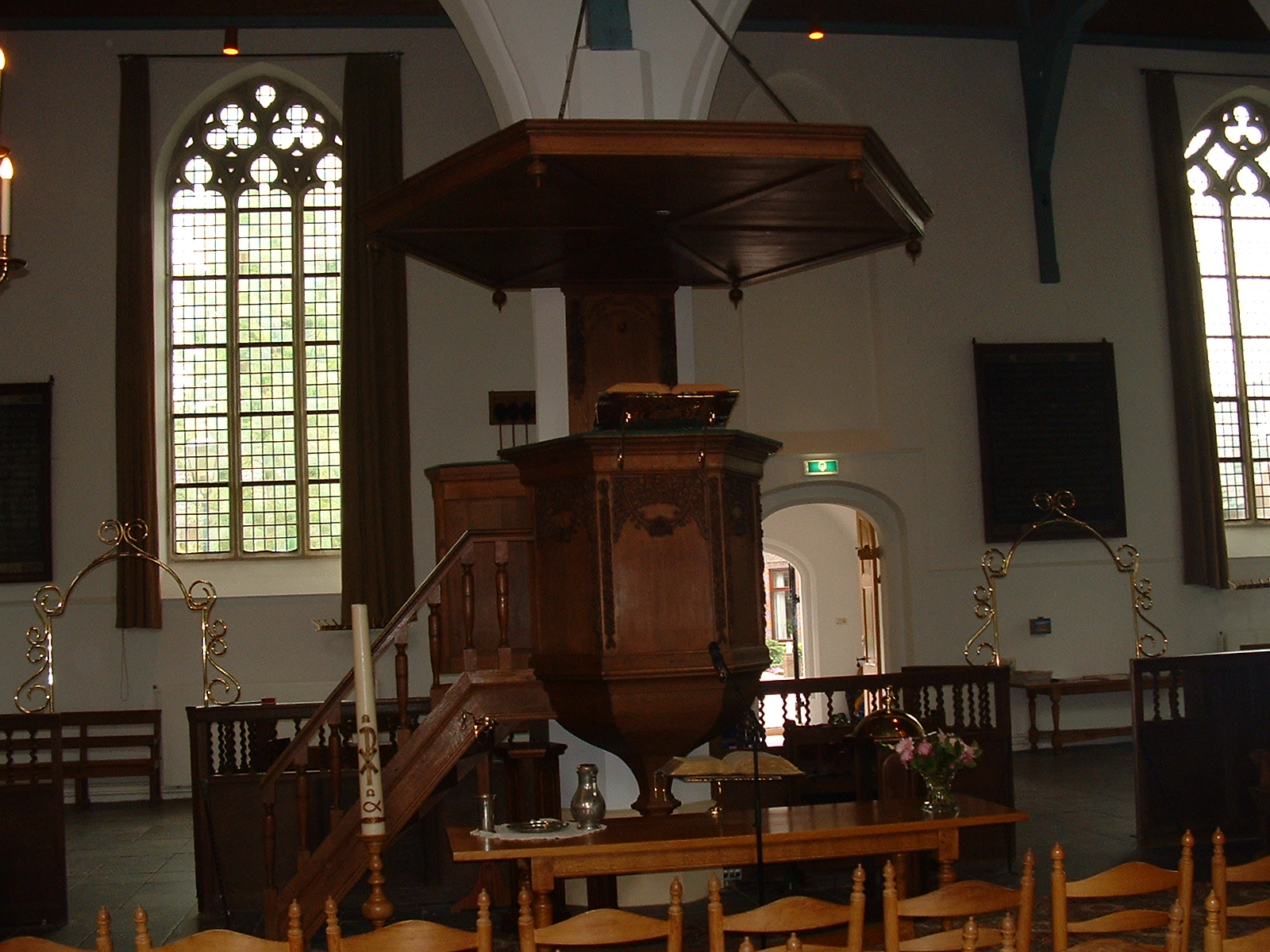
Kansel
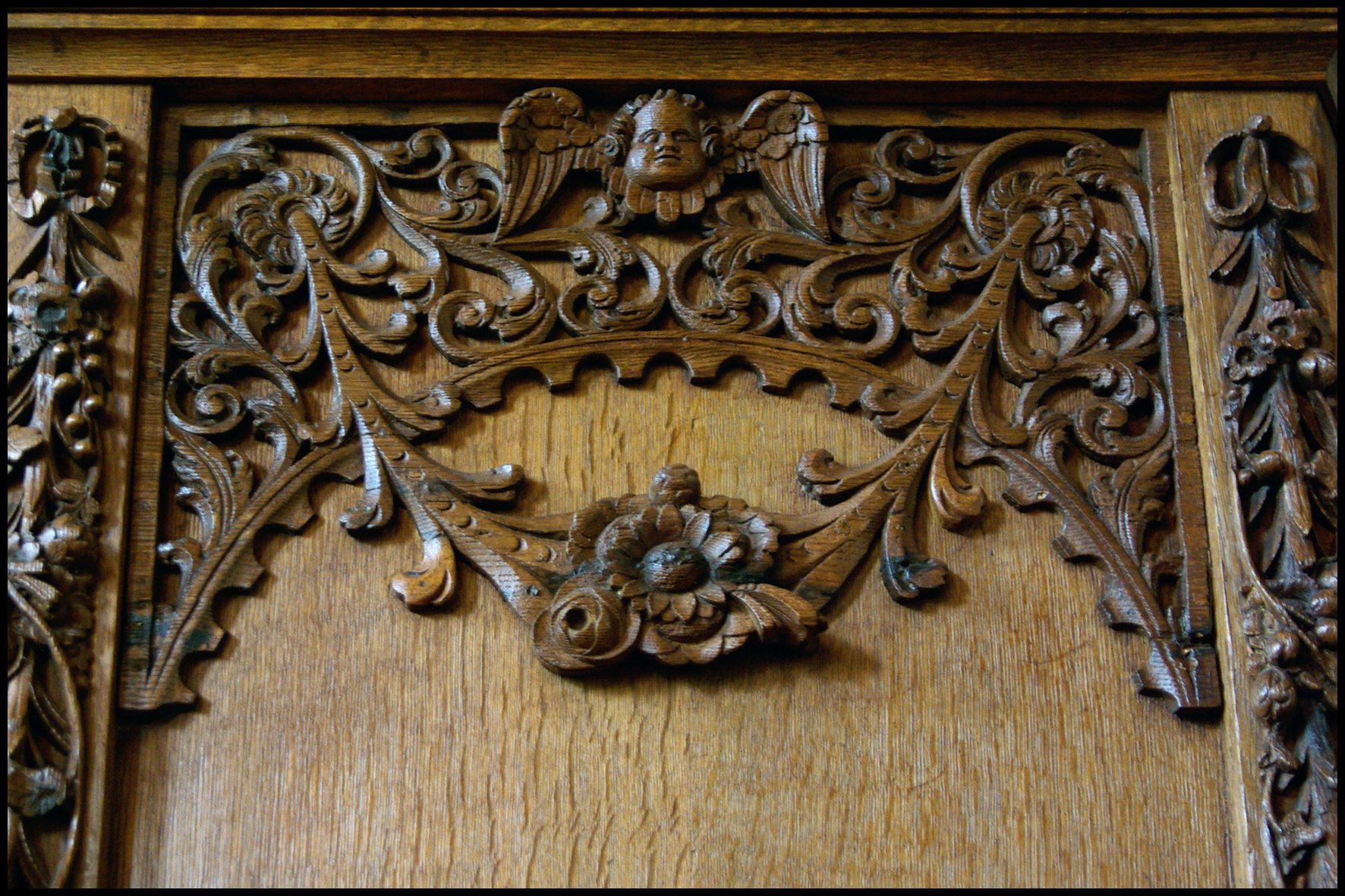
Detail kansel
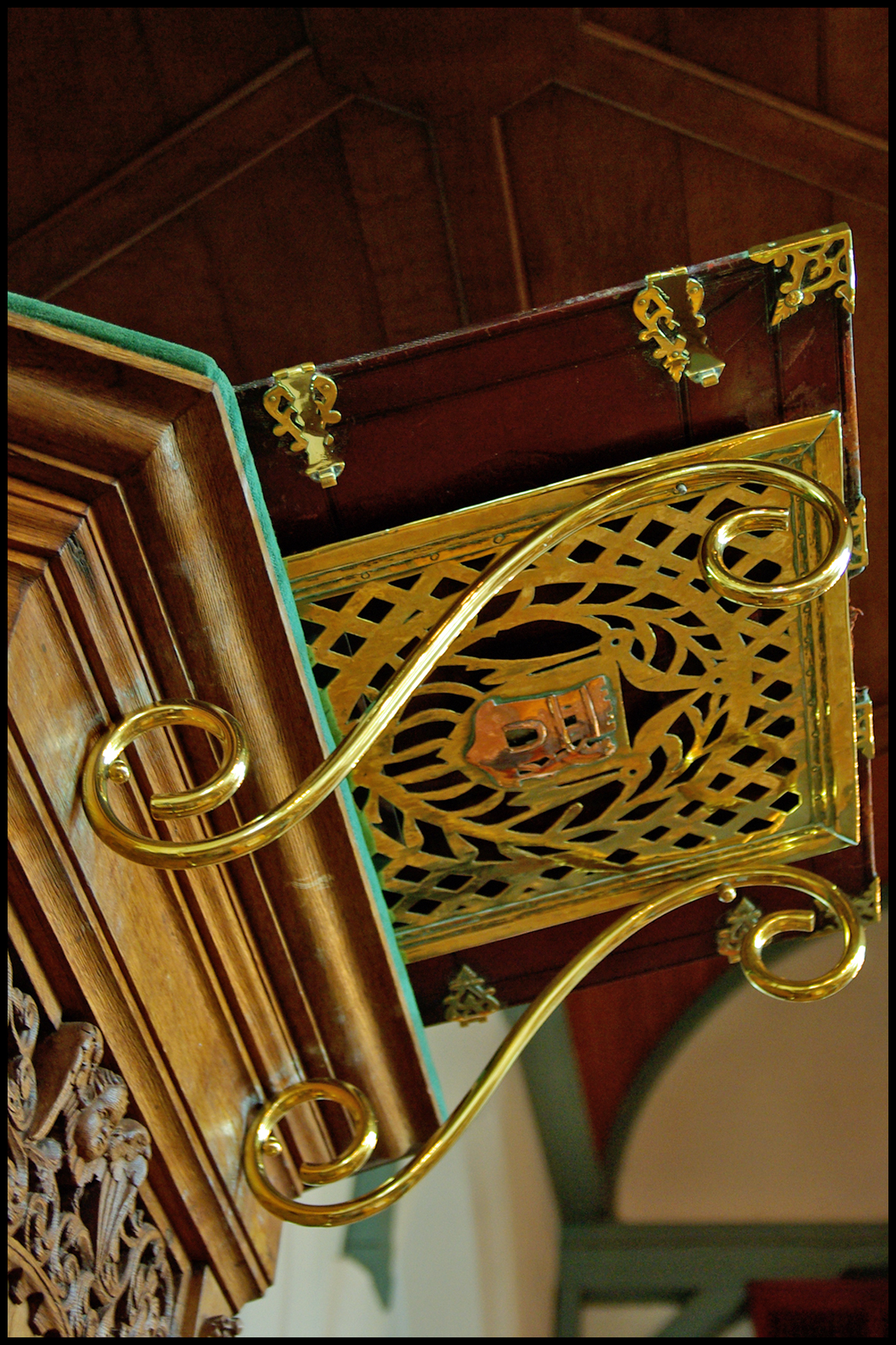
Detail kansel

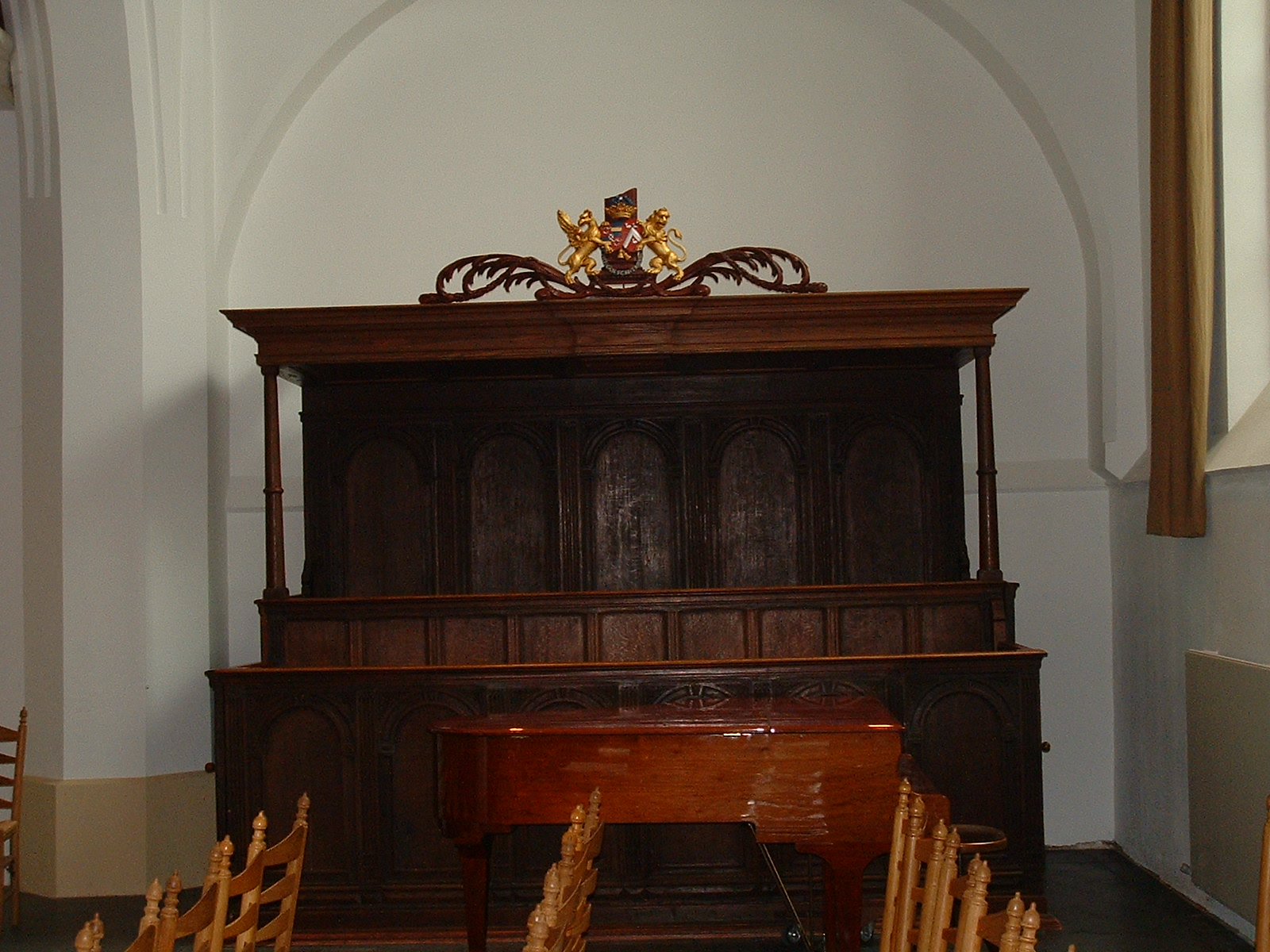
Baronnenbank
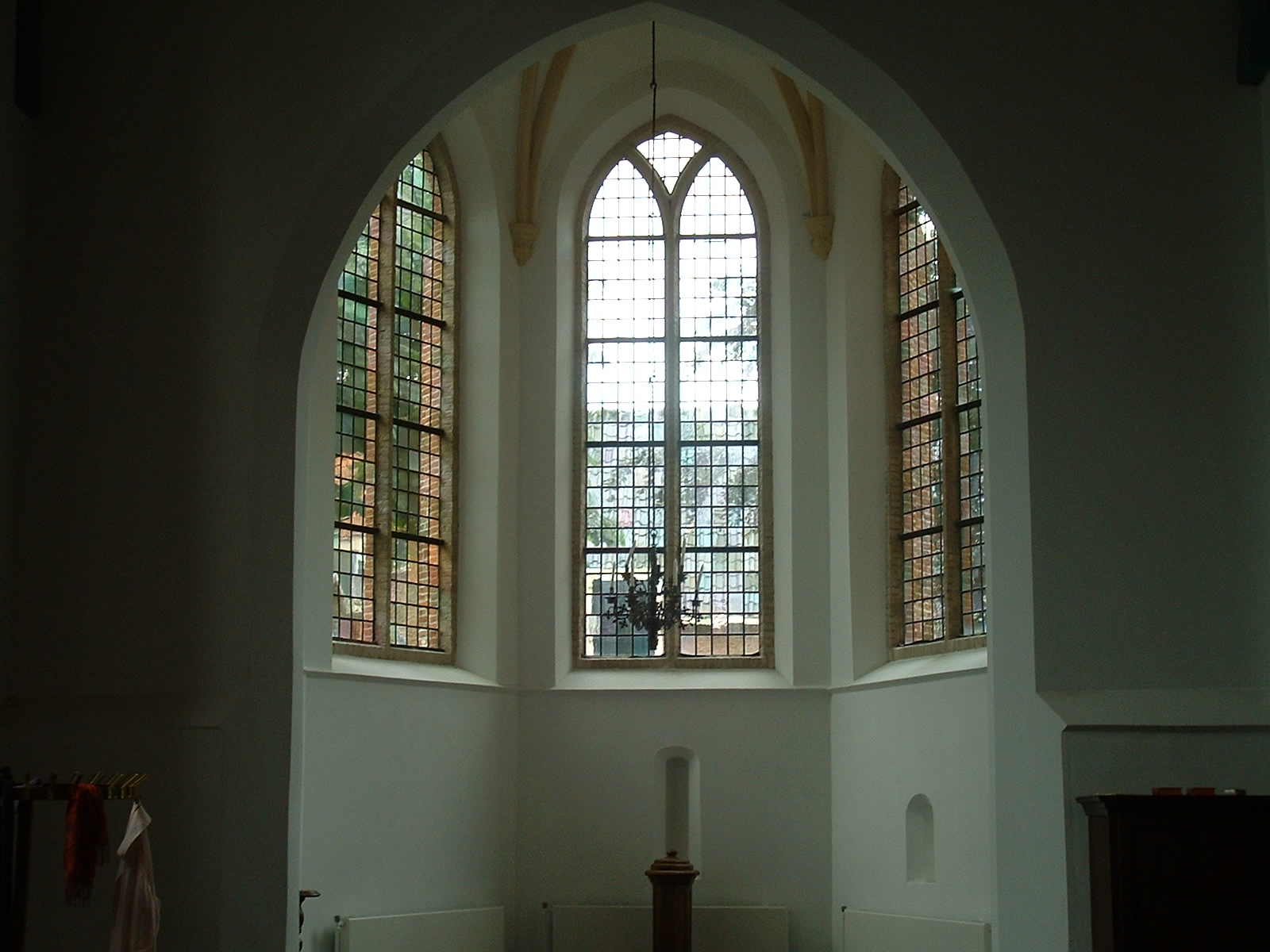
Doopkapel
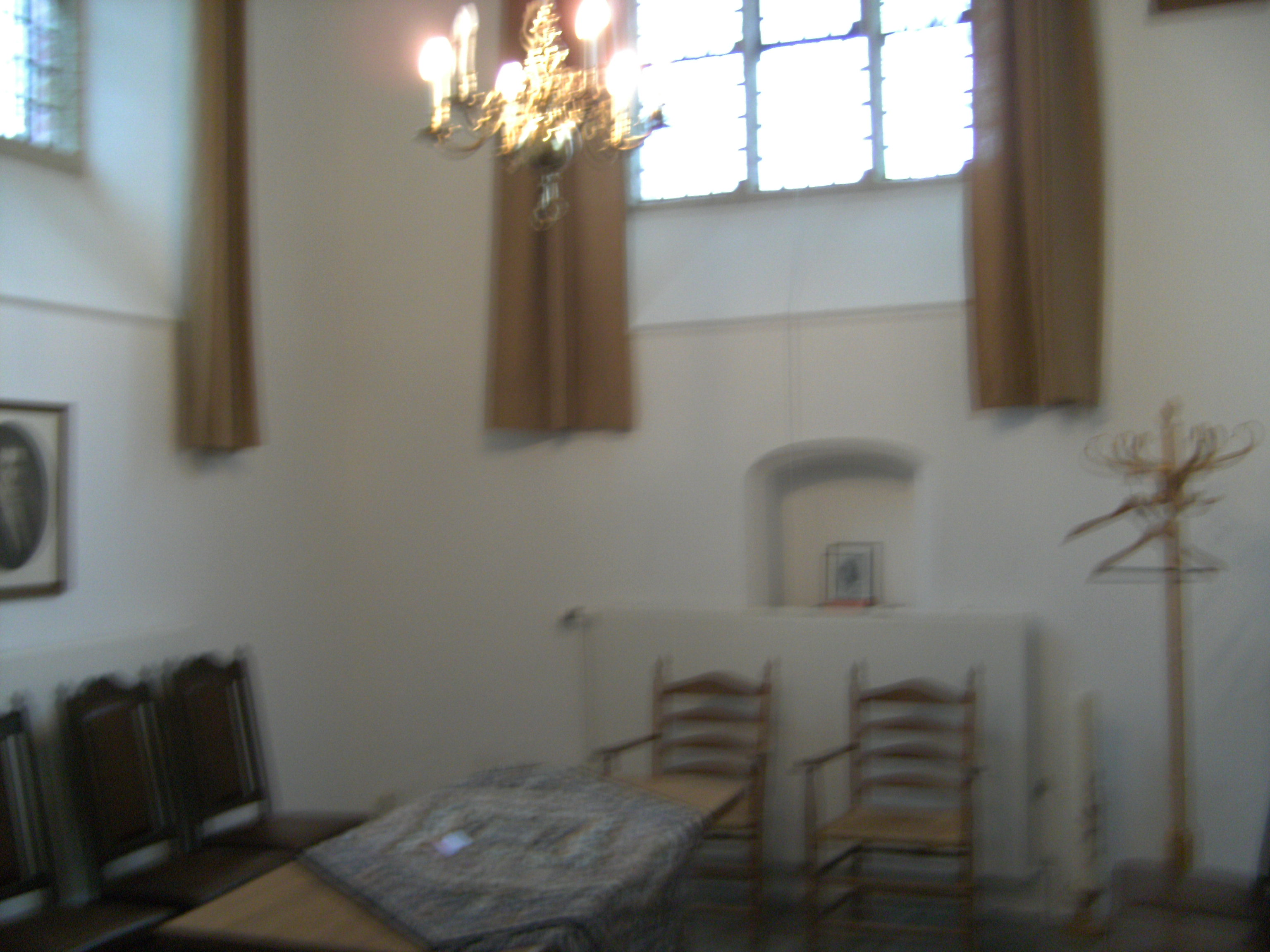
Consistorie
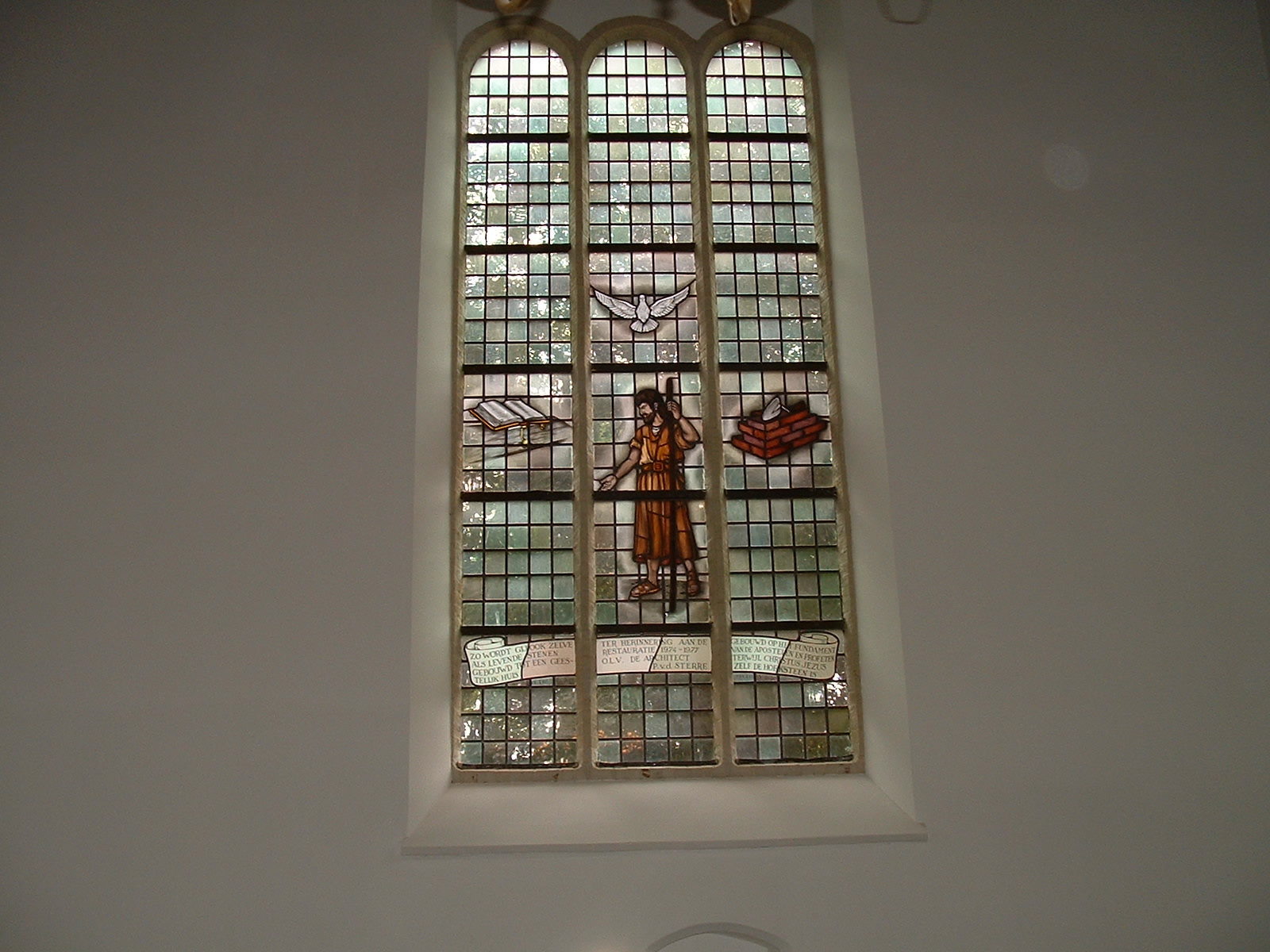
Beschilderd Raam
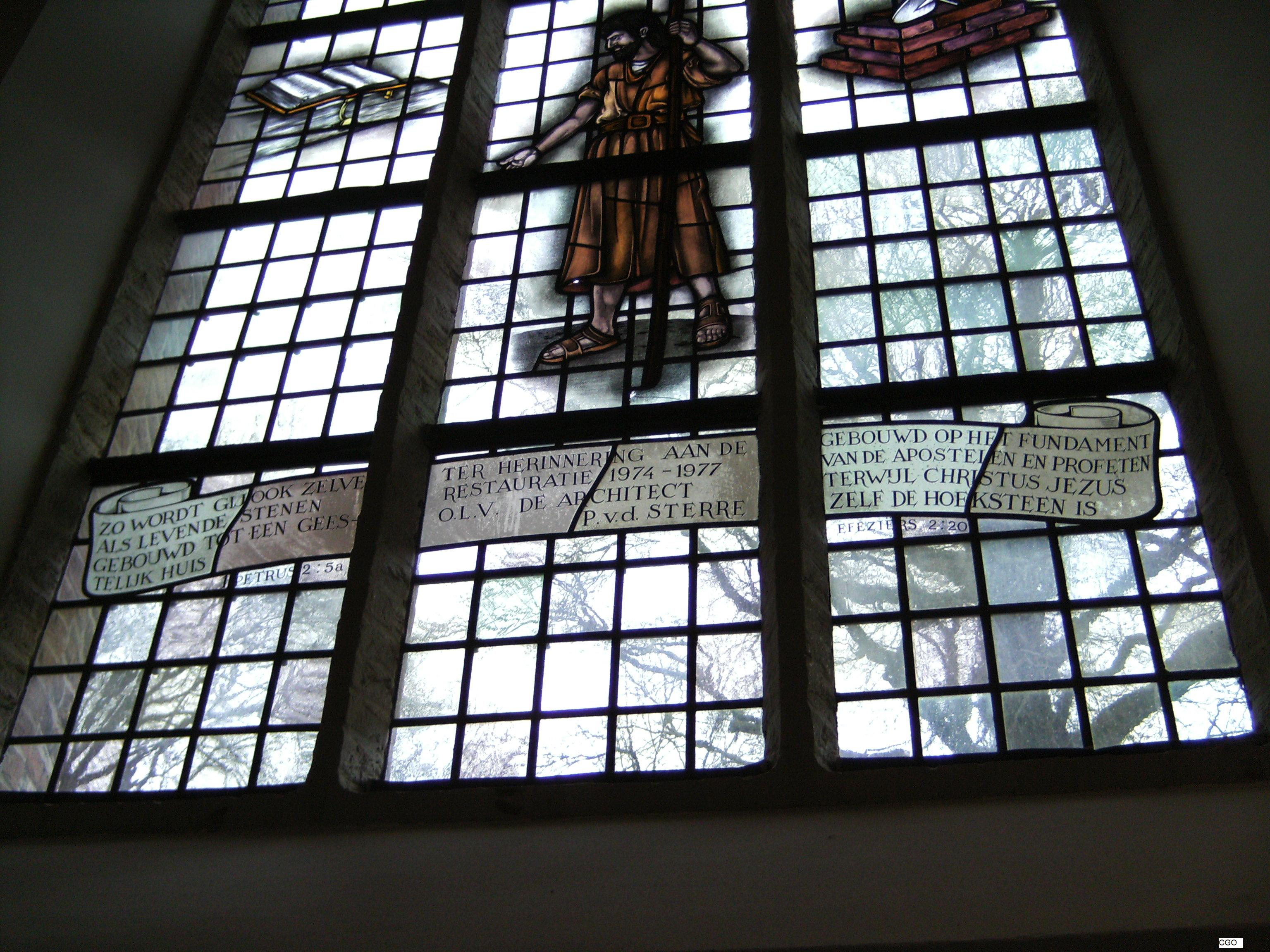
beschilderd raam van dichtbij
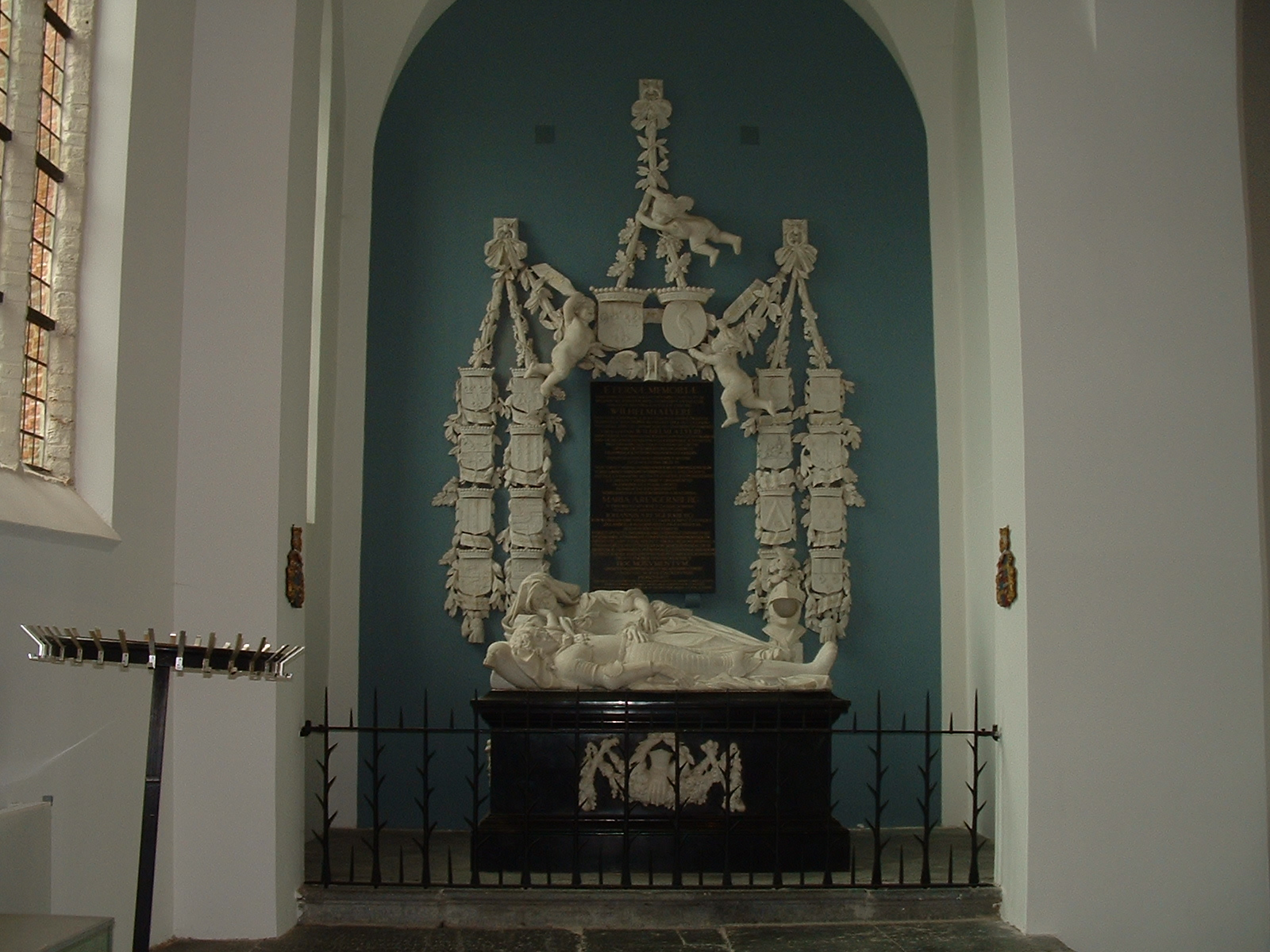
Praalgraf Willem van Lyere
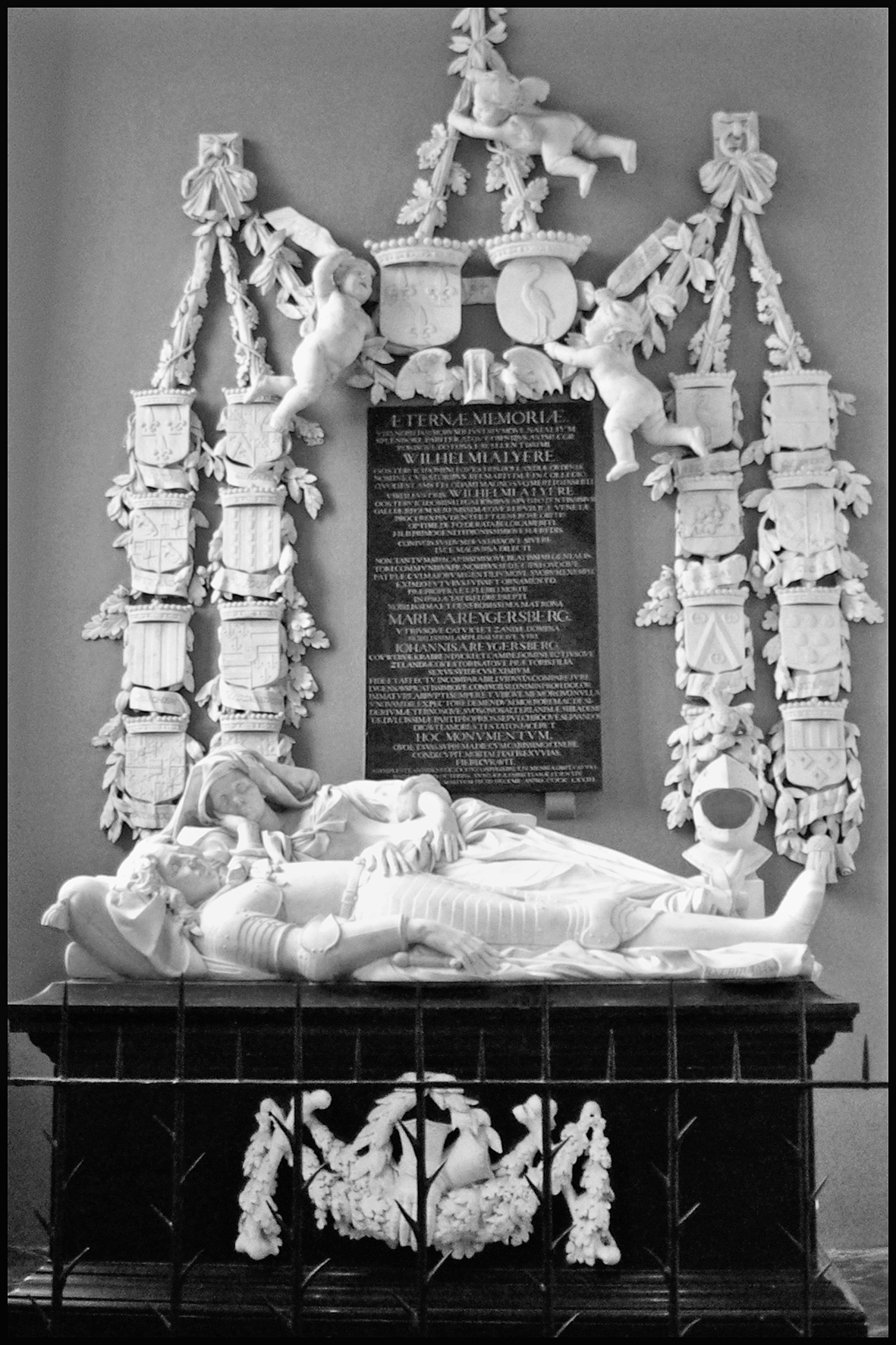
Praalgraf van Van Lyere
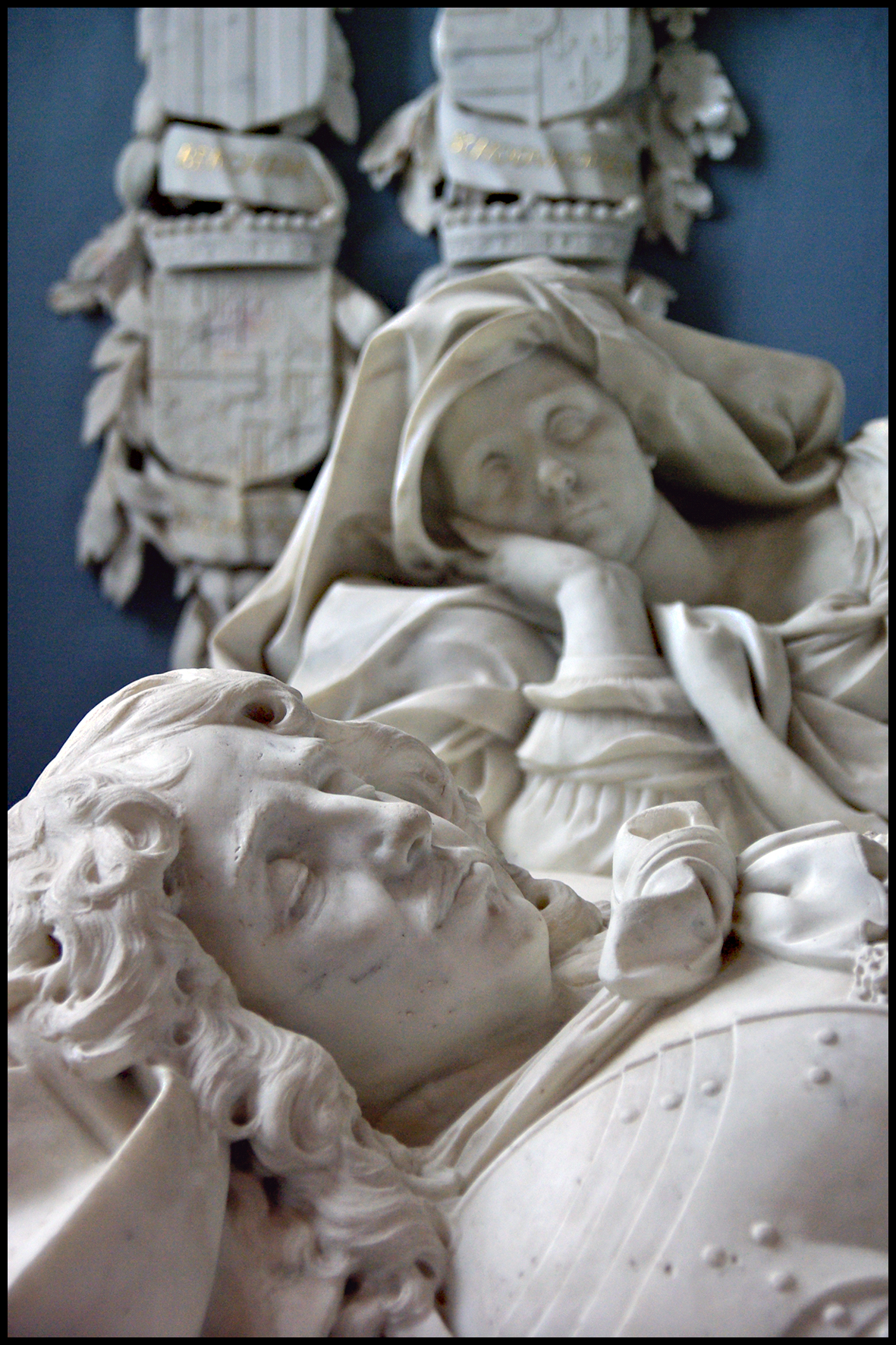
Willem van Lyere en Maria van Reigersberch

### Het Van Assendelforgel

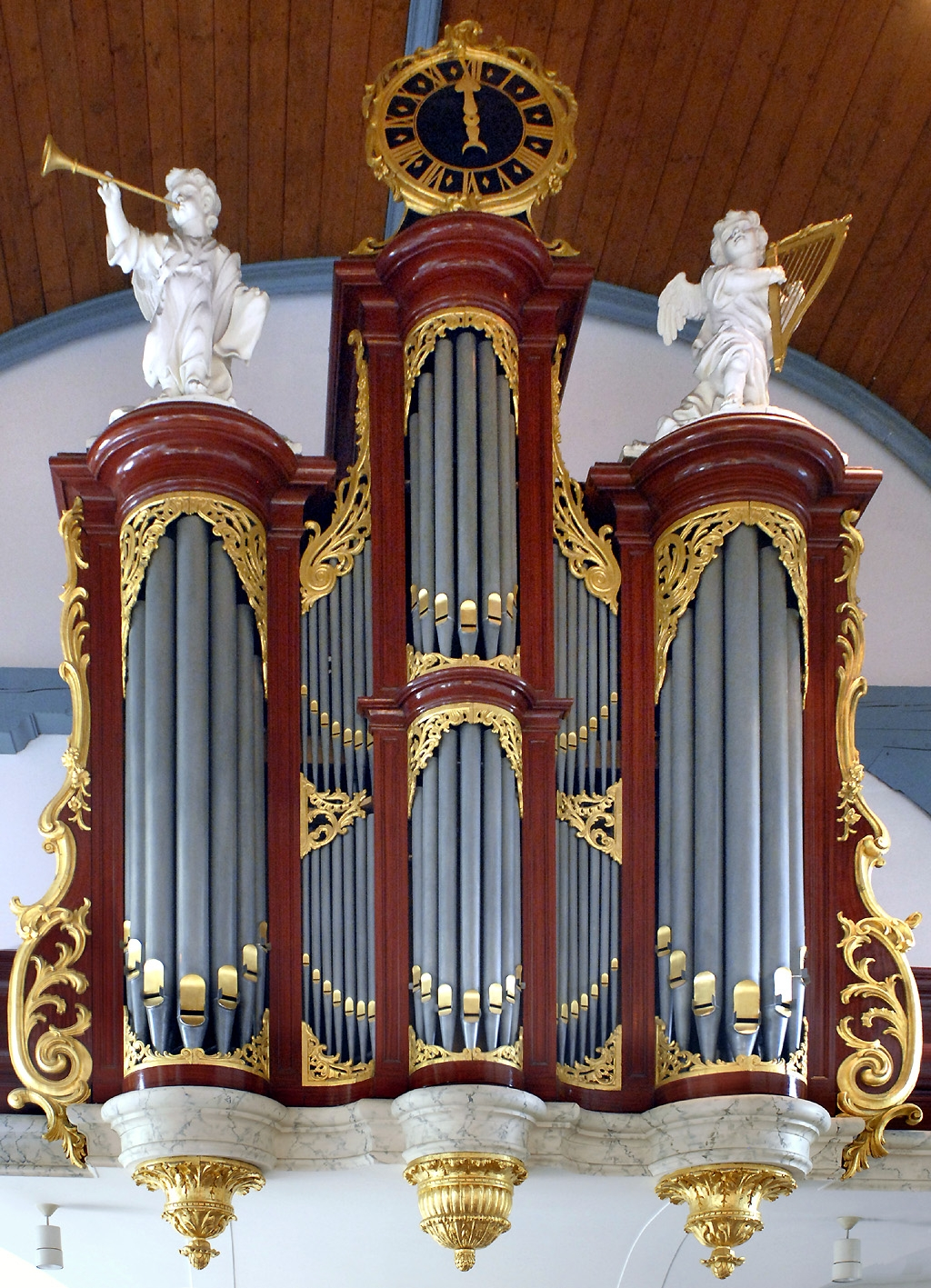
Het Assendelft-orgel anno 2007.
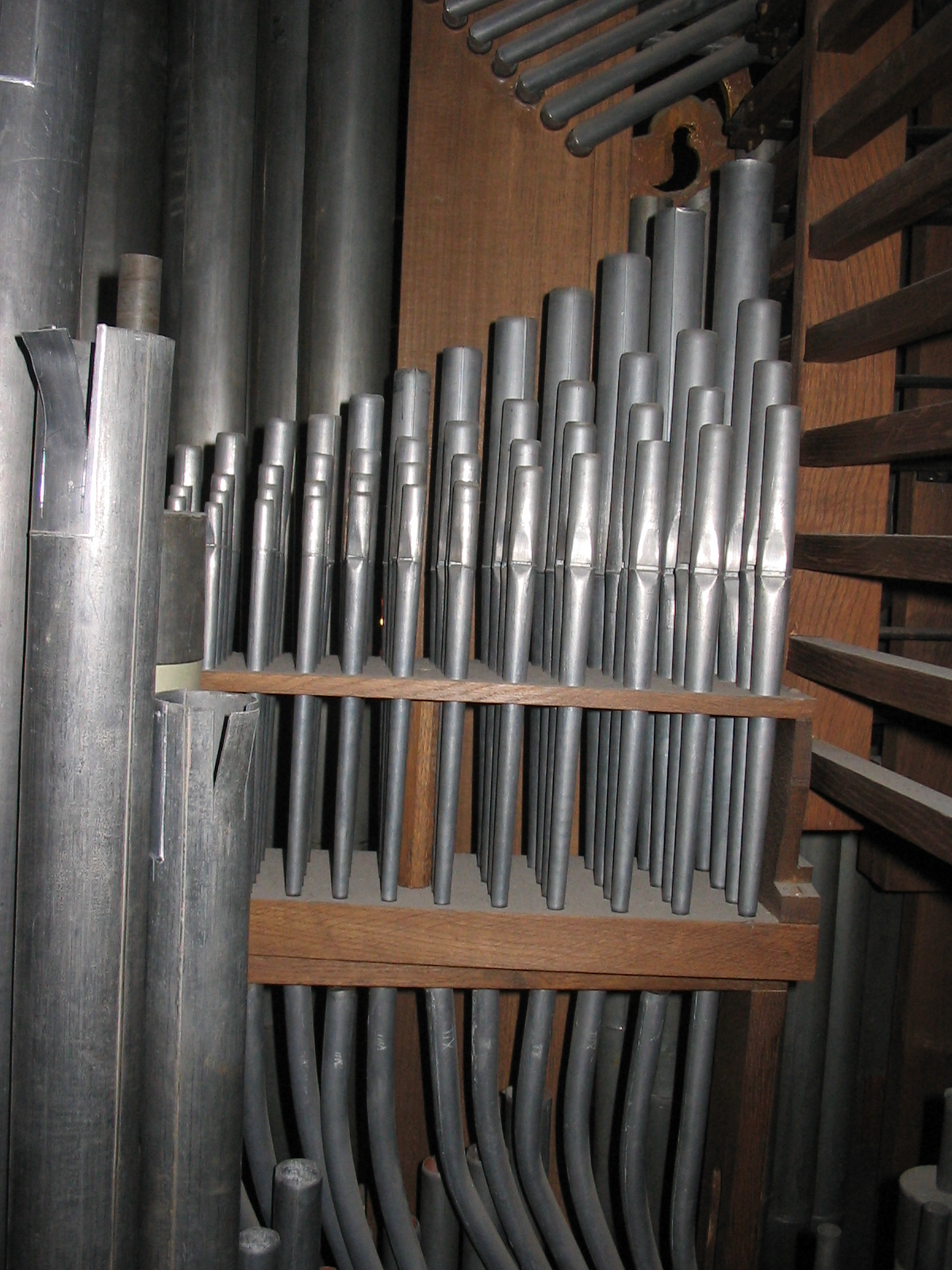
Hoofdwerk (voor de renovatie).
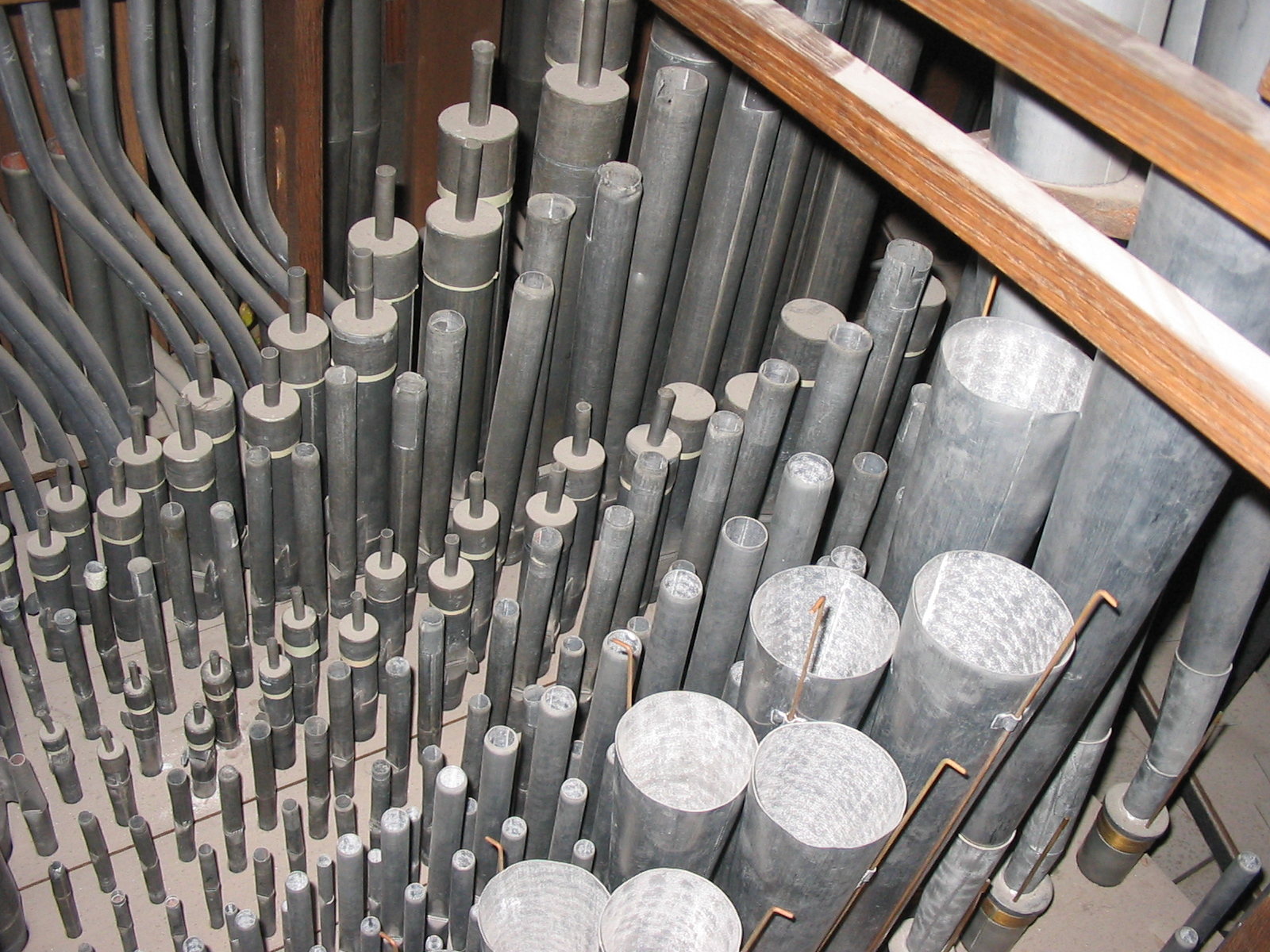
Hoofdwerk (voor de renovatie).
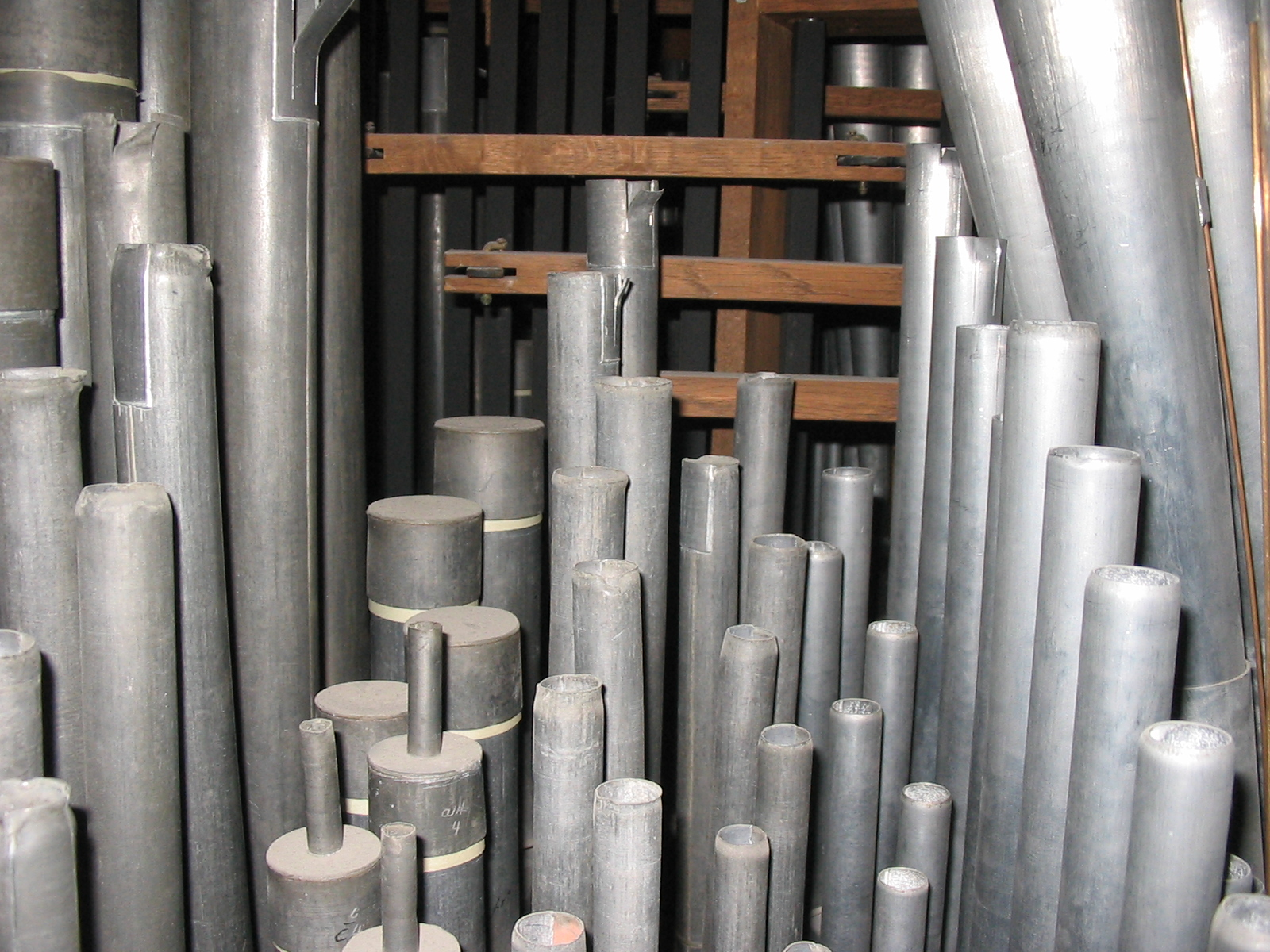
Hoofdwerk (voor de renovatie).
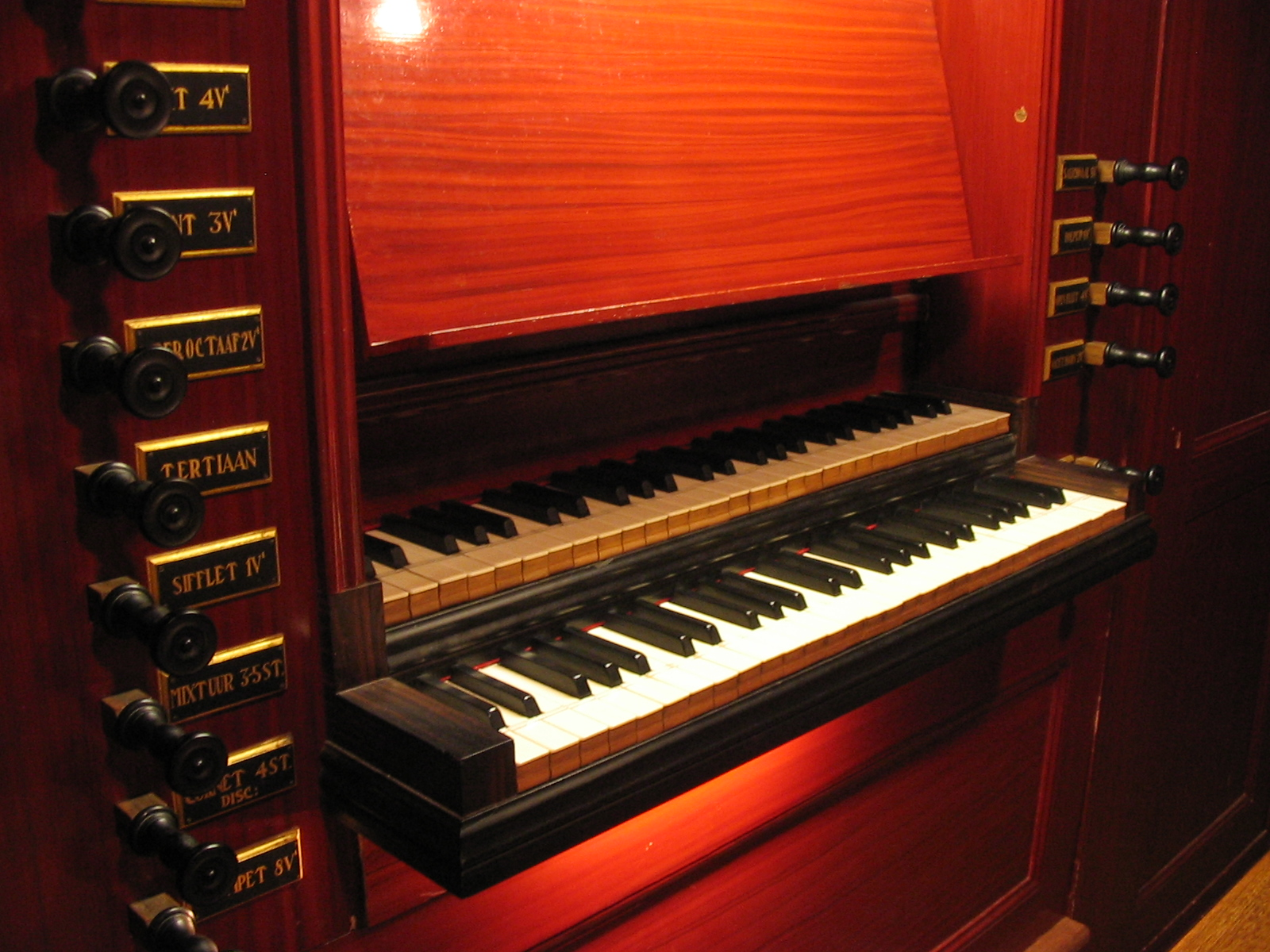
De klaviatuur.
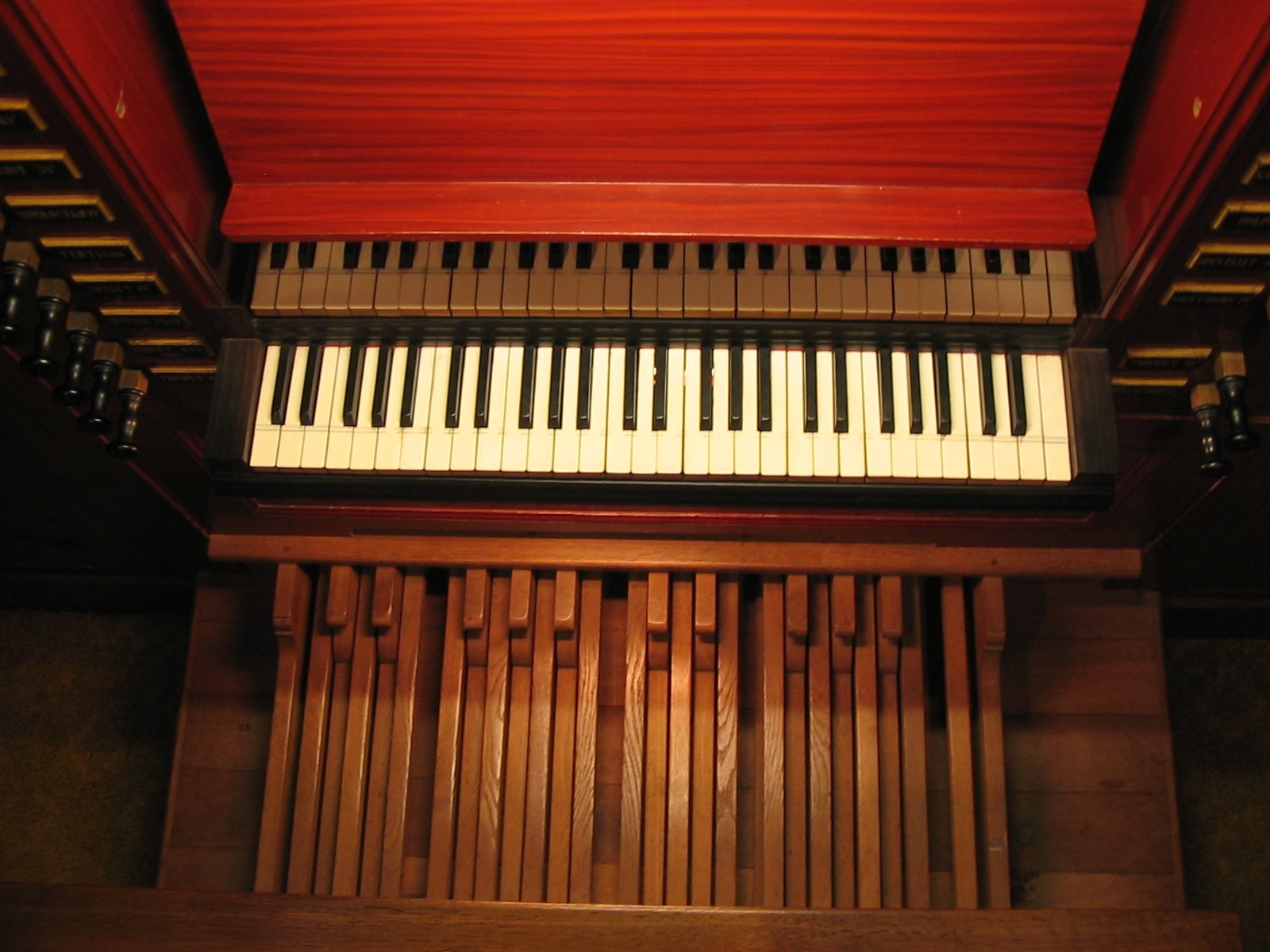
Het pedaal.
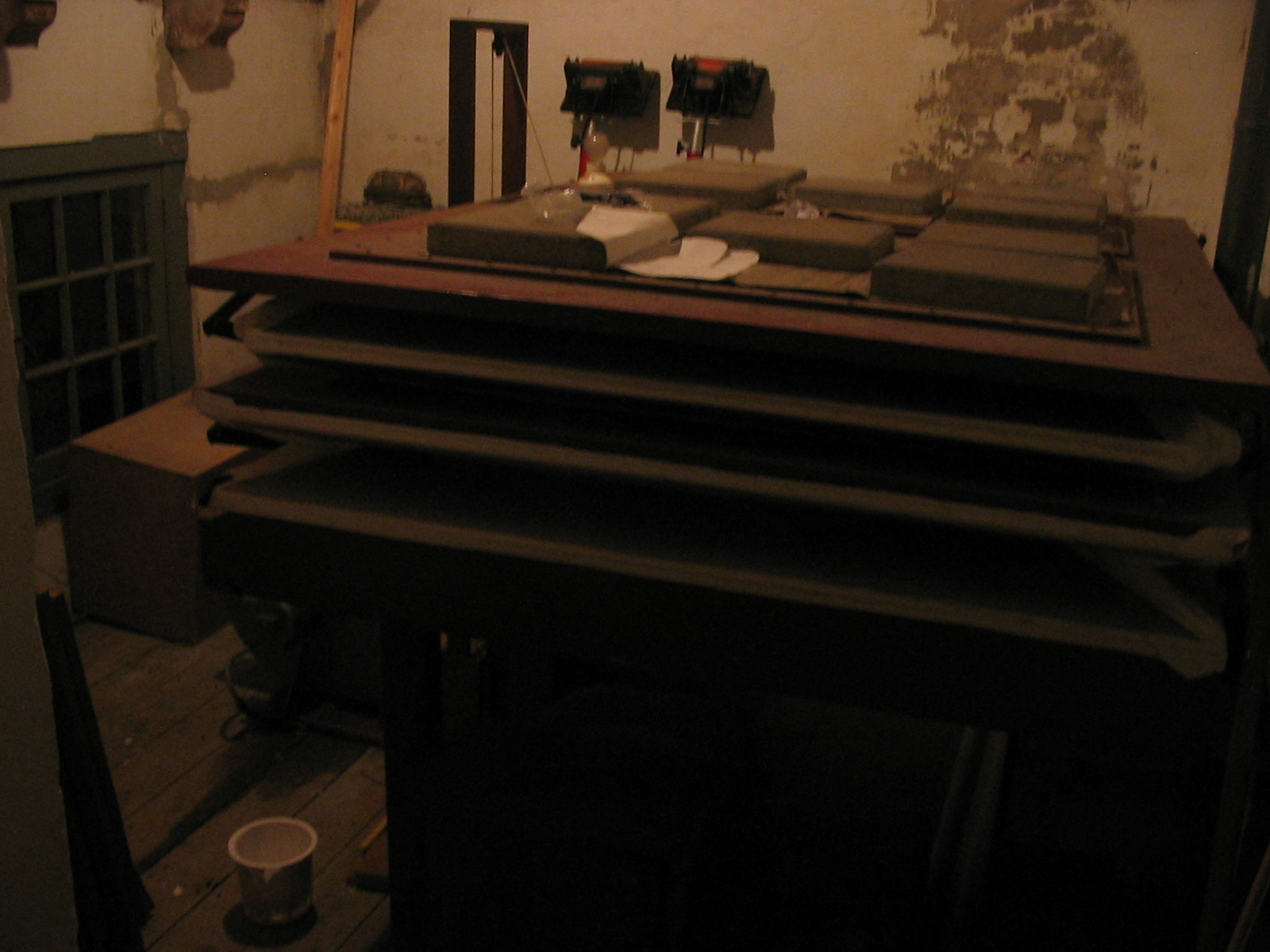
De blaasbalg.
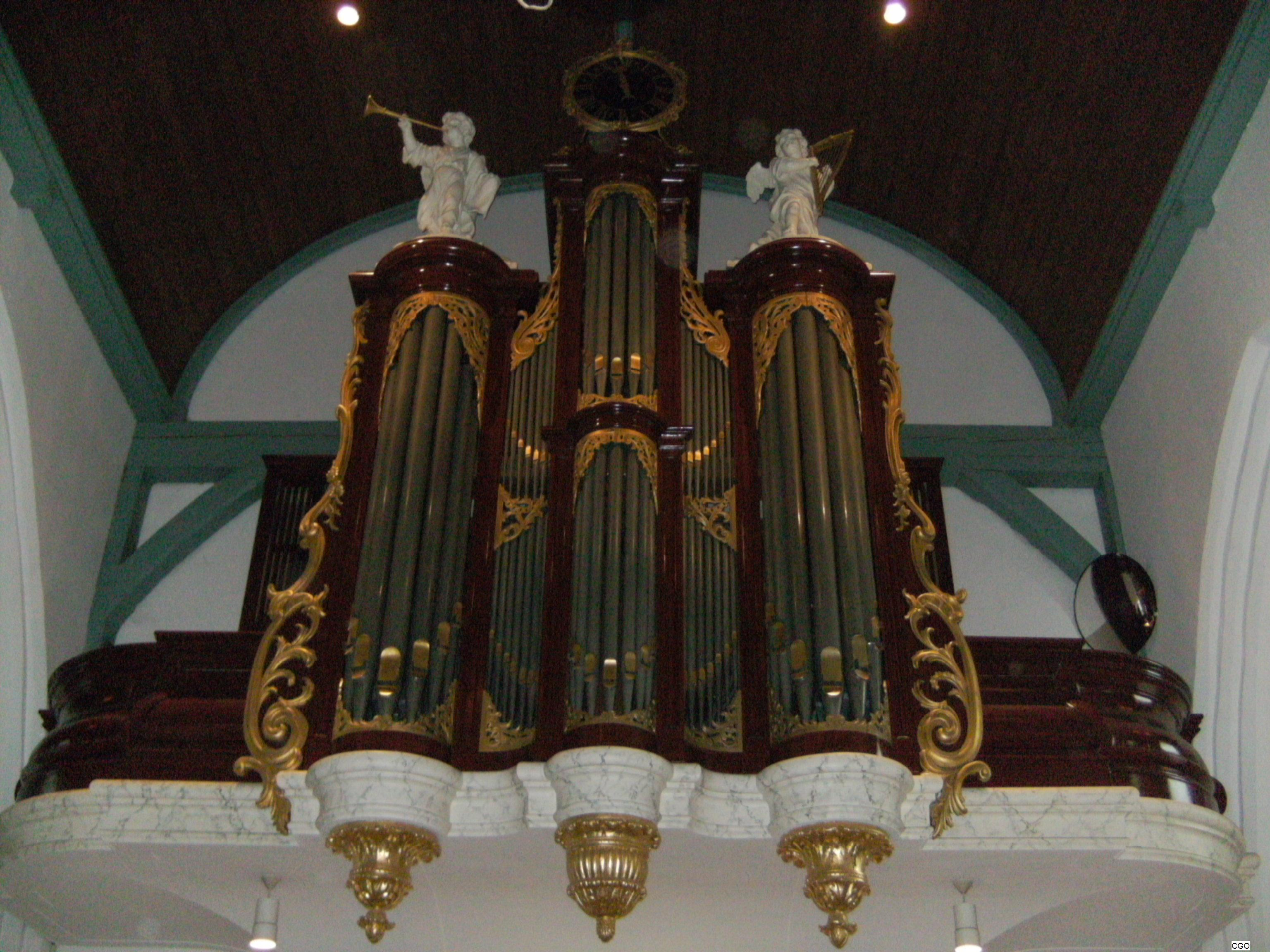
Het Assendelft-orgel anno 2008/heden

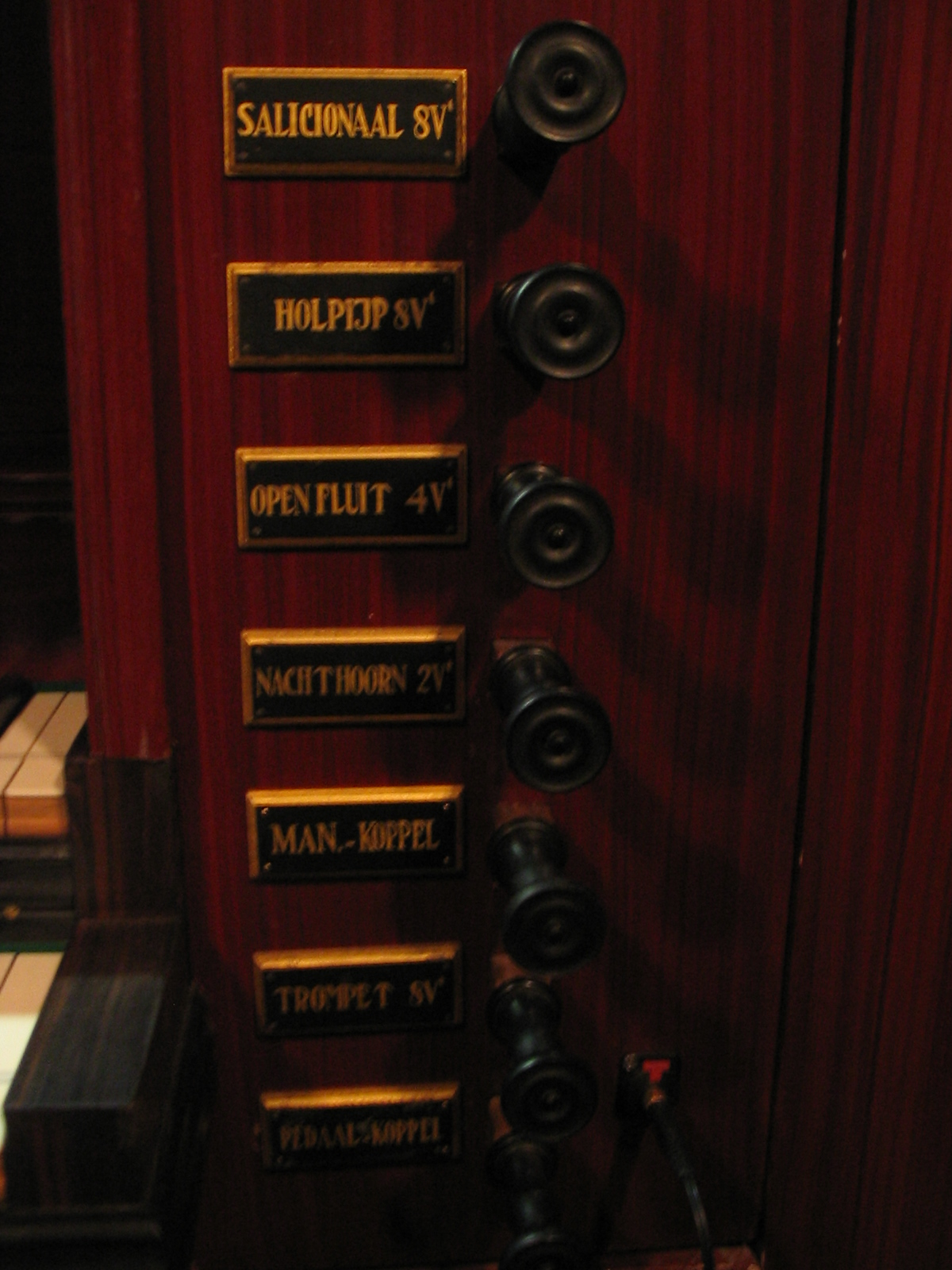
De nieuwe manuaalkoppel en de pedaalkoppel die weer bruikbaar is.
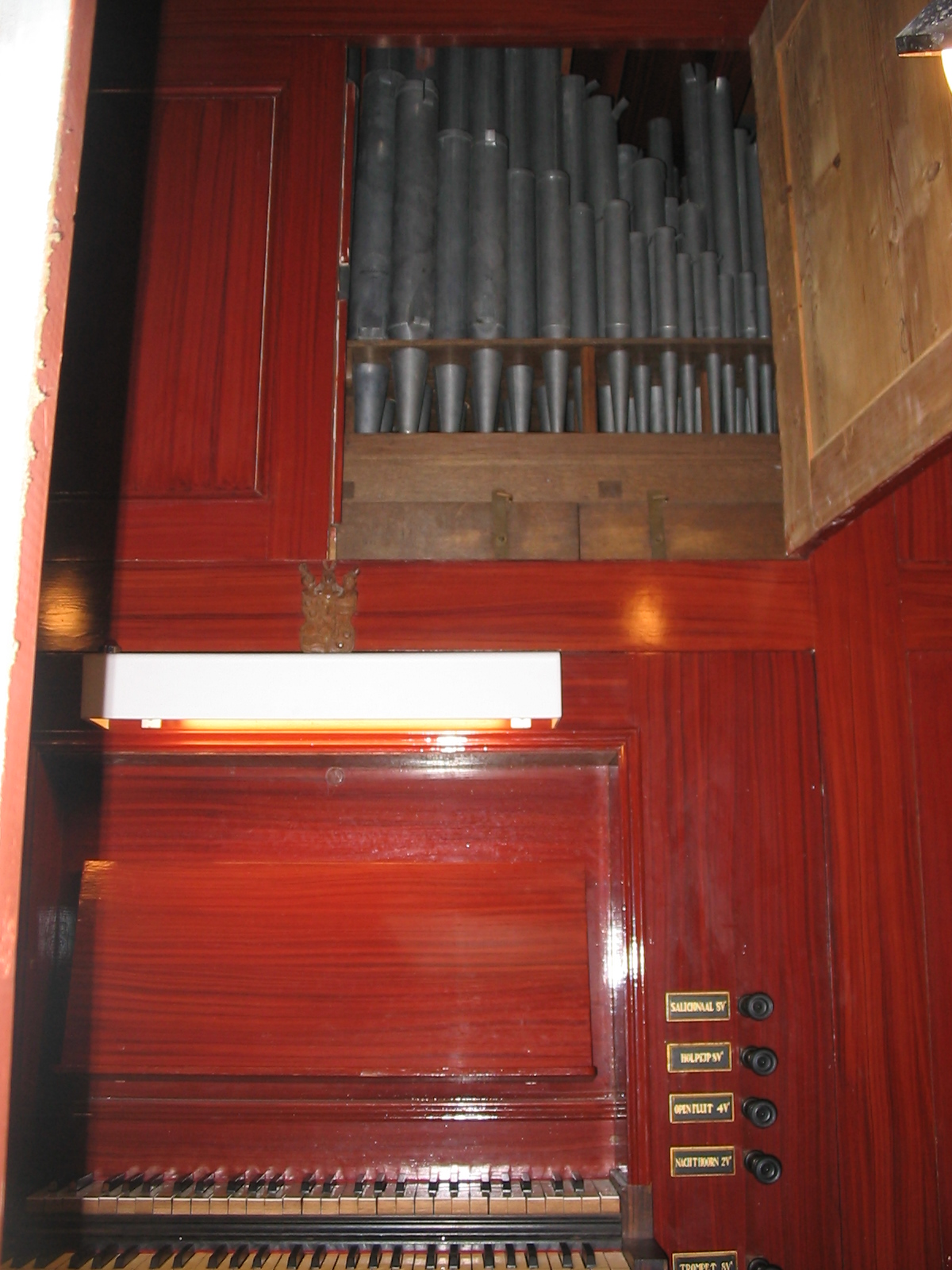
Een kijkje in het bovenwerk.
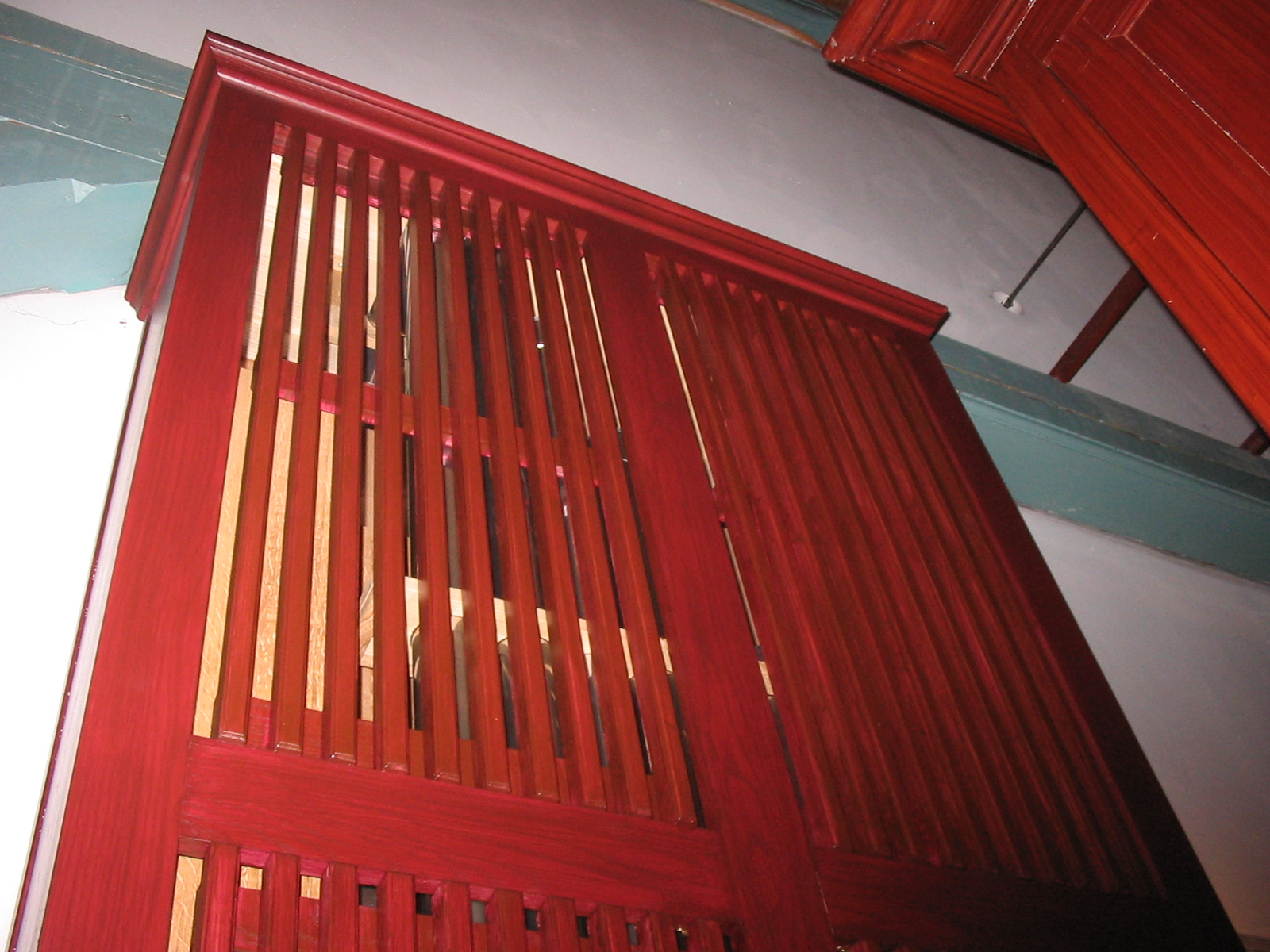
Een van de nieuwe pedaalkasten.
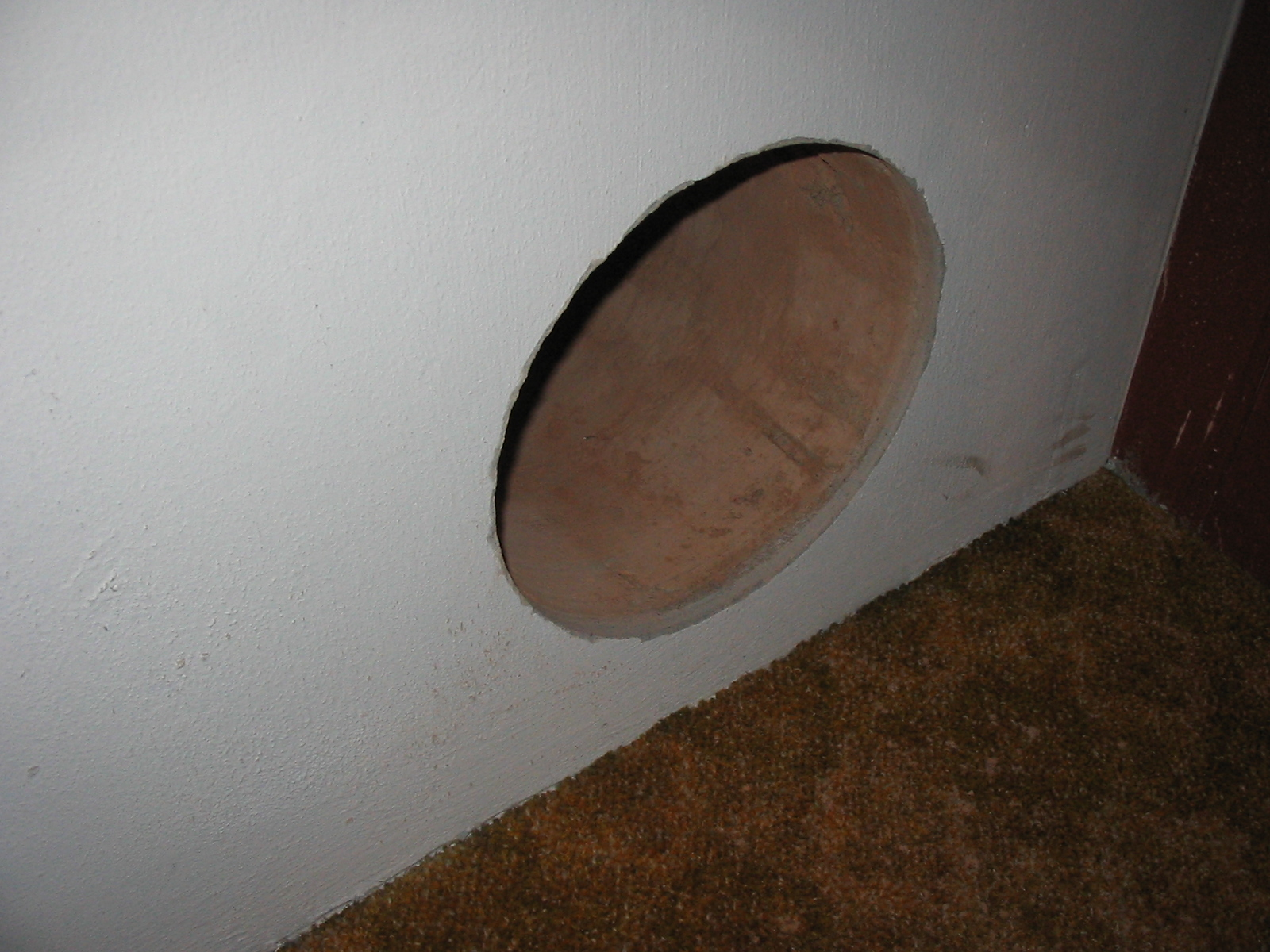
Warme lucht voor het orgel vanuit de kerkruimte.